# No Cav

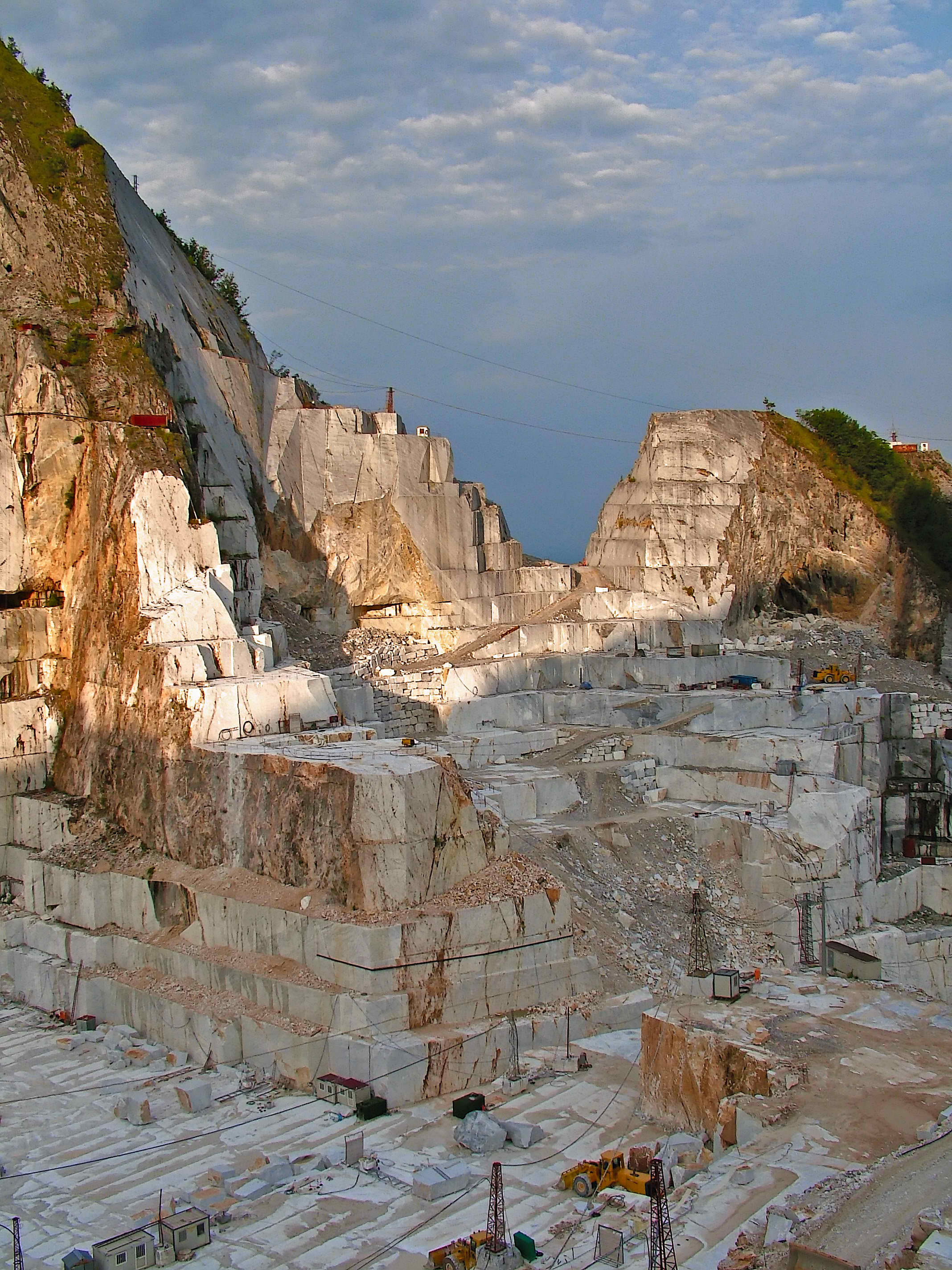
Cava di Gioia (Carrara) e la relativa modifica irreversibile della forma di vetta

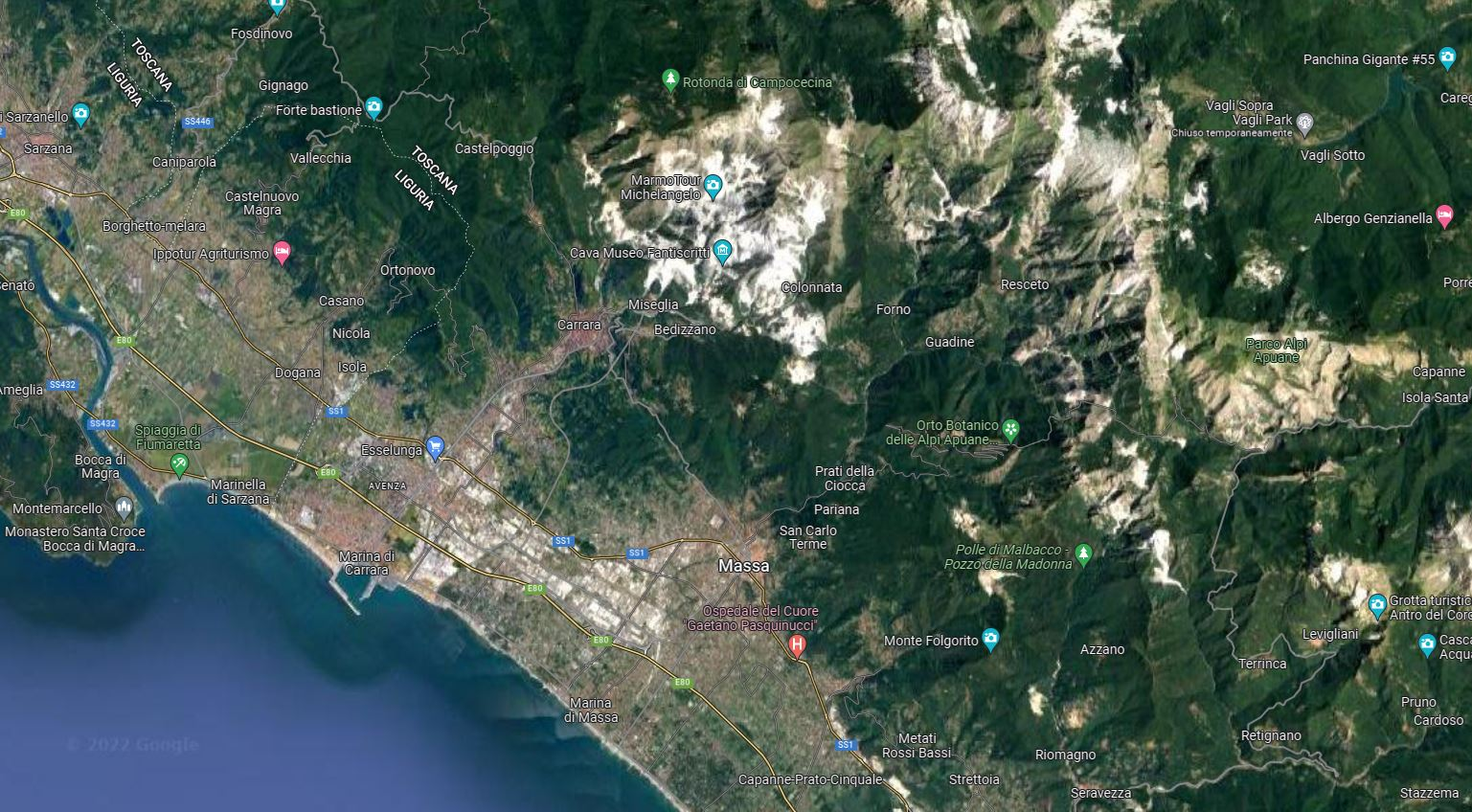
L'estensione del bacino marmifero di Carrara vista dal satellite di Google, estate 2022

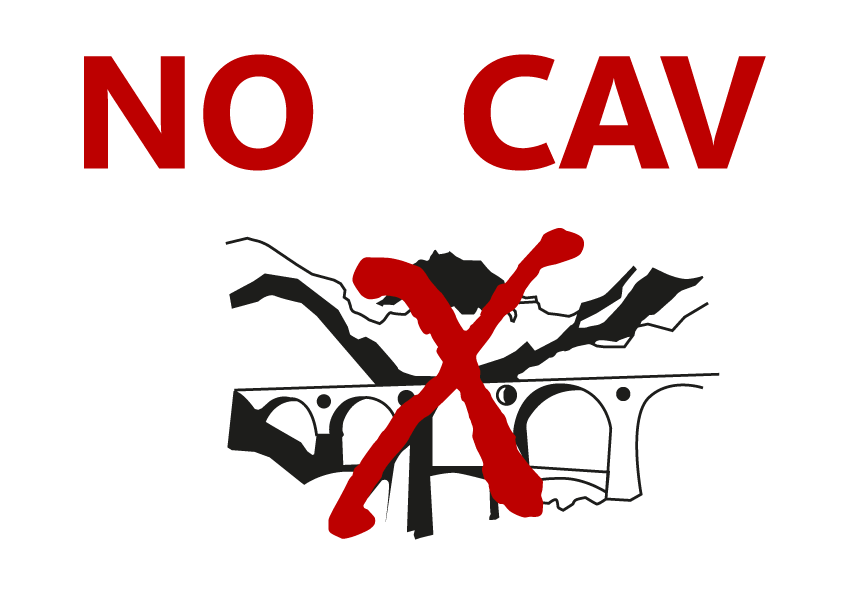
Logo NO CAV

No Cav è un termine giornalistico impiegato per indicare un ampio movimento italiano di protesta ambientalista e antiestrattivista sorto nei primi anni del XXI secolo e composto da associazioni e gruppi di cittadini accomunati dalla critica alle cave delle Alpi Apuane, dalle quali si estrae marmo di Carrara e derivati, come il carbonato di calcio.
Oltre 100 ettari di cave ricadono all'interno dei confini del Parco naturale regionale delle Alpi Apuane, mentre la restante estensione in aree adiacenti al parco stesso.
Il movimento No Cav nasce dal conflitto ambientale in corso sulle Alpi Apuane, classificato dall'Atlante Italiano dei Conflitti Ambientali, parte dell'Environmental Justice Atlas, come "conflitto propositivo in favore di alternative sostenibili".
Nel corso degli anni, gli ambientalisti sono riusciti a sviluppare nella società civile un diffuso movimento d'opinione sensibile al tema della salvaguardia delle Alpi Apuane.

## Nome e simbolo

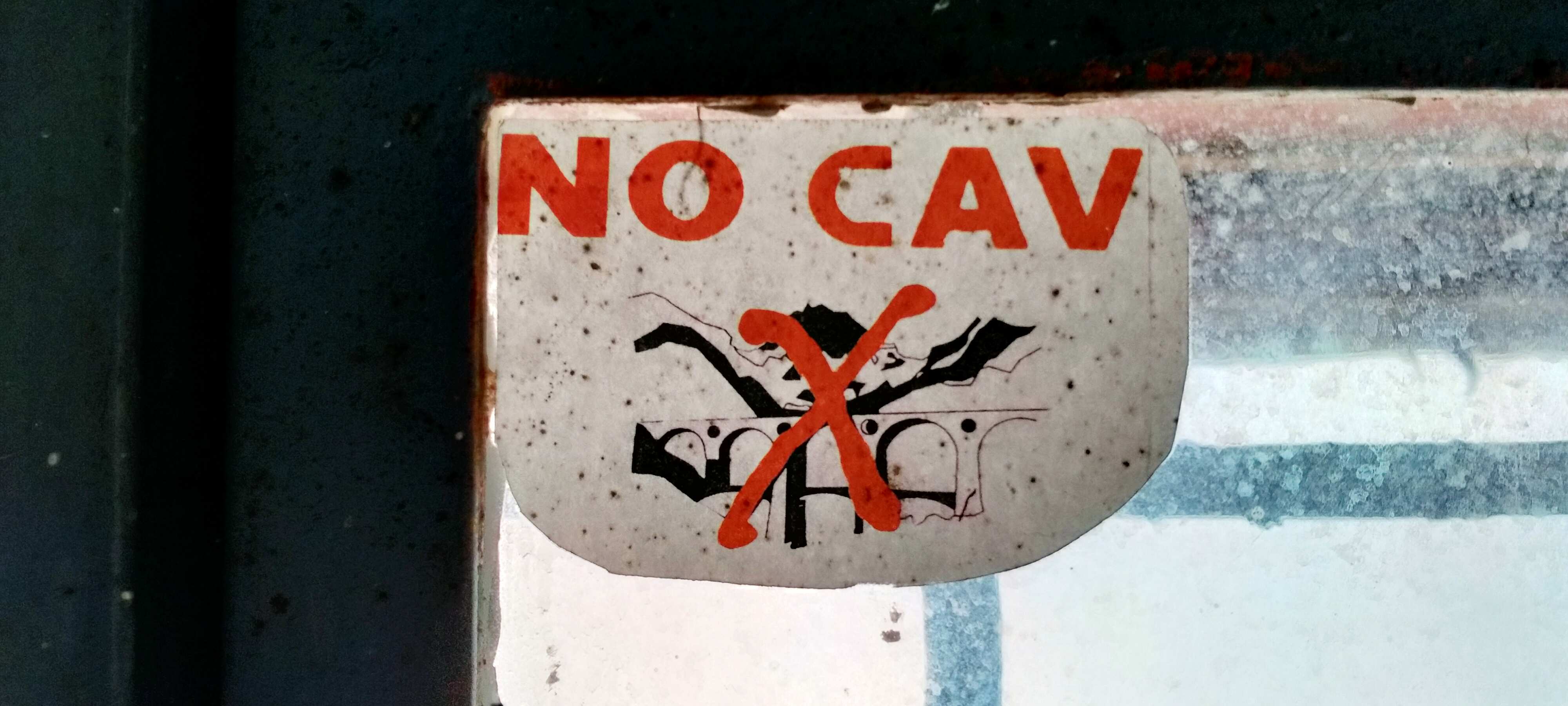
Adesivo No Cav al Bivacco Aronte (Passo della Focolaccia, Alpi Apuane)

Il termine "No Cav", abbreviazione di "No Cave", fu utilizzato per la prima volta in un articolo de Il Tirreno del 2014 per definire gli attivisti che avevano preso parte ad una manifestazione del comitato Salviamo le Apuane. Più raramente è comparso in alcuni articoli anche il termine esteso "No Cave".
Il simbolo No Cav è costituito da una rappresentazione stilizzata in bianco e nero del viadotto di Vara della ferrovia Marmifera Privata di Carrara barrata da una grande X rossa, al di sopra della quale campeggia la scritta "NO CAV", anch'essa rossa, il tutto su fondo bianco.

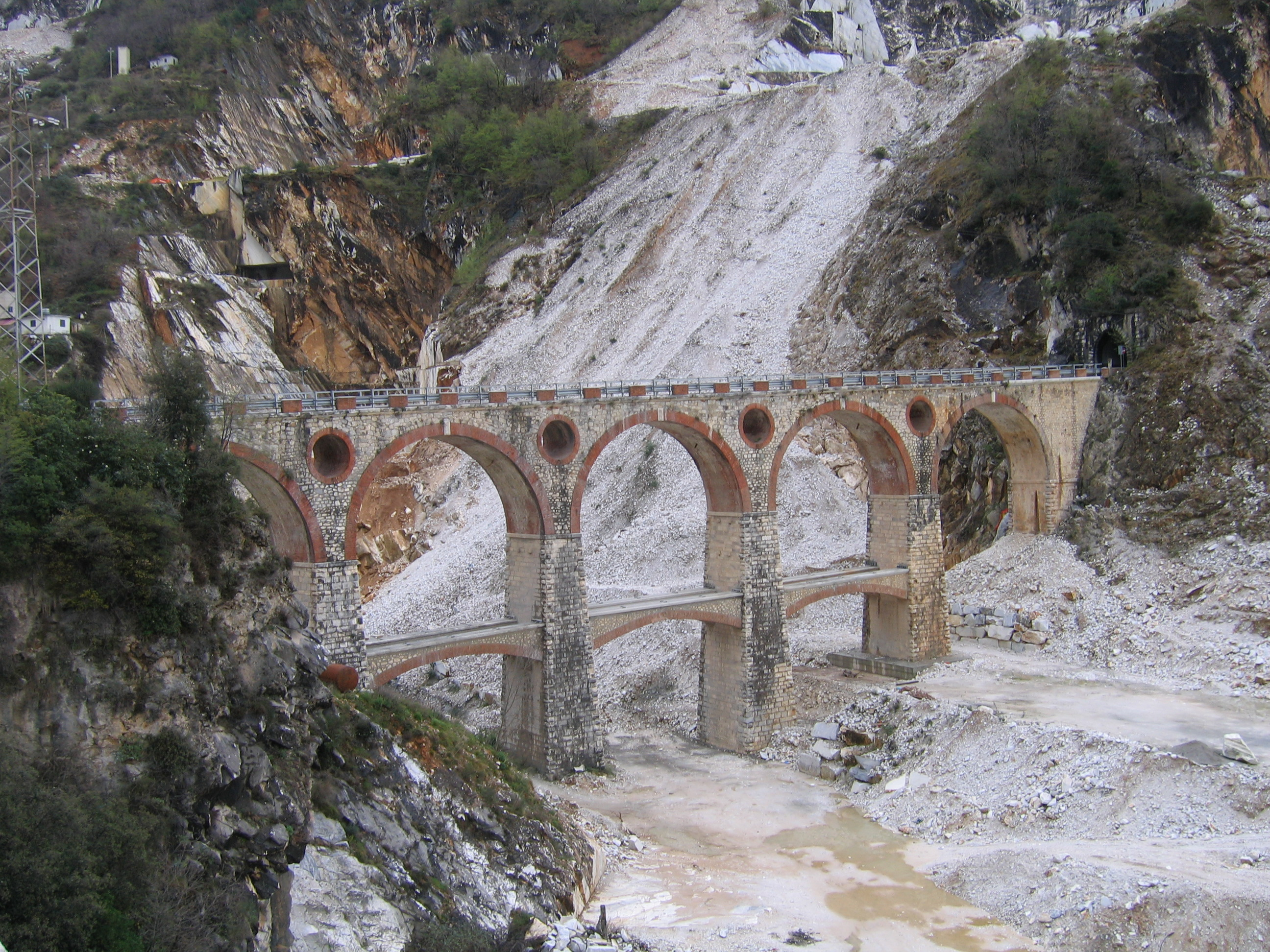
Viadotto di Vara della ferrovia Marmifera Privata di Carrara

Tale vessillo, la cui veste grafica ricorda quella del movimento No TAV, fece la sua comparsa solo nel 2020, durante una manifestazione organizzata dall'ambientalista e alpinista Gianluca Briccolani, fondatore dell'associazione Apuane Libere.
Questo simbolo e la definizione di "No Cav" non sono utilizzati né accettati da tutti gruppi che giornalisticamente sono indicati come parte del movimento e molti preferiscono piuttosto definirsi con termini diversi e più precisi.
Per estensione, oggi il termine "No Cav" viene talvolta impiegato dai giornalisti anche per indicare movimenti che si battono contro altre cave, al di fuori del contesto apuano.

## Obiettivi

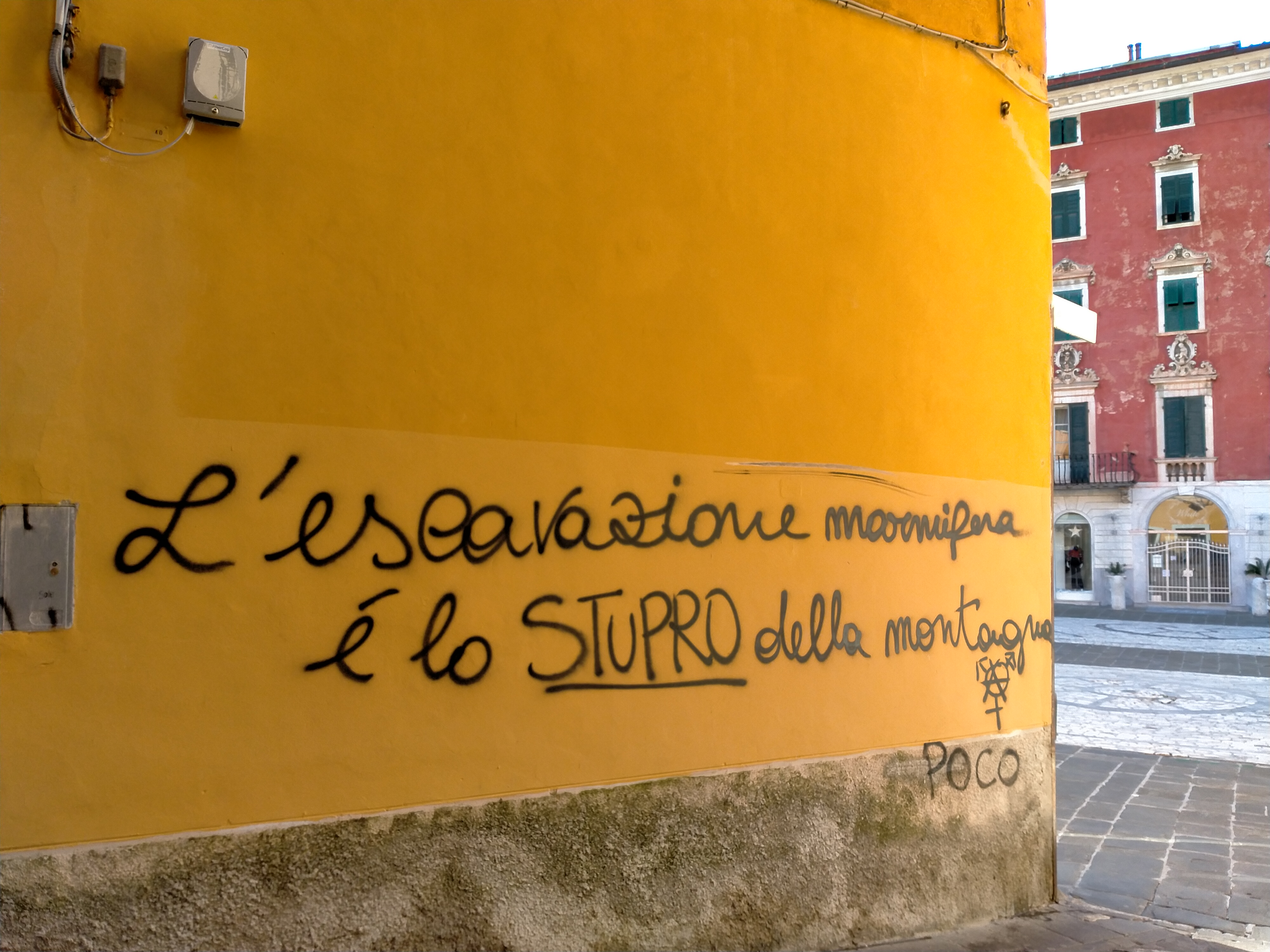
Slogan No Cav su un muro di Carrara, 2021

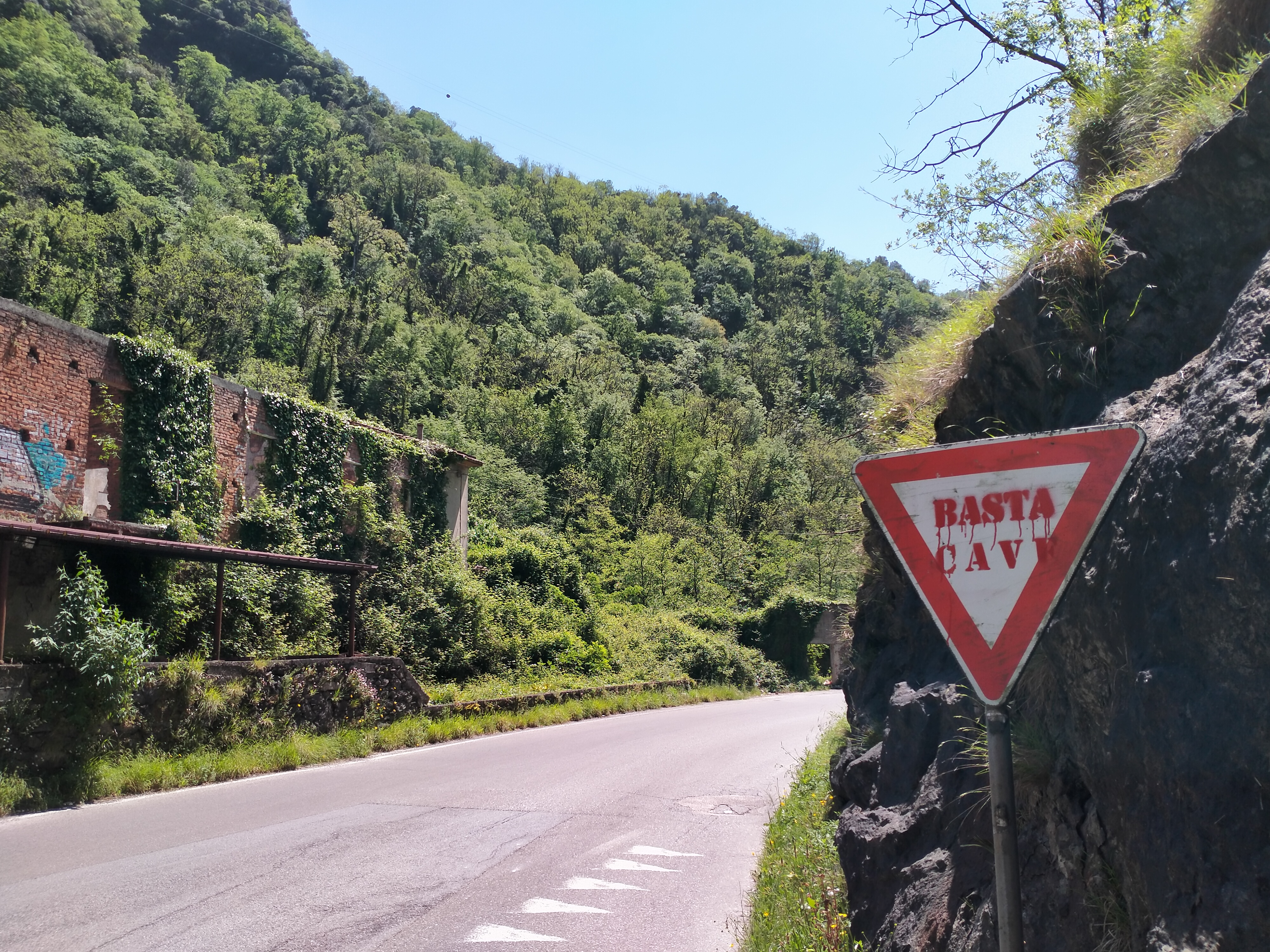
Slogan No Cav su un cartello stradale vicino al villaggio Canevara (Massa)

Gli obiettivi delle forze ascrivibili al movimento No Cav vanno dalla chiusura totale e definitiva di tutte le cave apuane, come richiesto ad esempio da Apuane Libere, alla chiusura delle sole cave ricadenti all'interno del Parco naturale regionale delle Alpi Apuane, proposta ad esempio da Salviamo le Apuane, alla collettivizzazione delle cave, alla riduzione delle quantità estratte e a una più equa distribuzione della ricchezza prodotta, come rivendicato ad esempio da ARCI e Athamanta.

## Metodi di lotta
I metodi di lotta utilizzati dagli attivisti No Cav comprendono manifestazioni, cortei, disobbedienza civile (ad esempio organizzando escursioni su sentieri interdetti), marce, flash mob, appelli, petizioni, azioni dimostrative (quali ad esempio mostrare striscioni e bandiere al Giro d'Italia 2021 e sulle vette del Monte Bianco e dell'Aconcagua o effettuare arrampicate su pareti di cave), guerrilla marketing (come ad esempio il produrre una finta opera di Banksy a tema No Cav e la relativa agenzia di stampa), blocchi stradali, cause legali, promozione di iniziative politiche (in sede locale, regionale, italiana, europea ed internazionale), sensibilizzazione dell'opinione pubblica (sia ricorrendo ai mass media che attraverso convegni, podcast e lezioni nelle scuole), pressioni sulle aziende, sulle celebrità e sugli organizzatori di eventi, preparazione di documenti indipendenti (report ecc.) e mediattivismo.
Tra gli slogan apparsi nelle manifestazioni, oltre a No Cav, si annoverano anche: Basta cave, Giù le mani dalla montagna, Fermiamo la devastazione, Help Apuan Alps, Le cave uccidono il passato e il futuro, Excavation devastation e altri ancora.
Inoltre, il movimento No Cav ha talvolta appoggiato anche altre iniziative ambientaliste e di difesa del territorio e del paesaggio, non direttamente collegati alla causa apuana.

## Adesioni

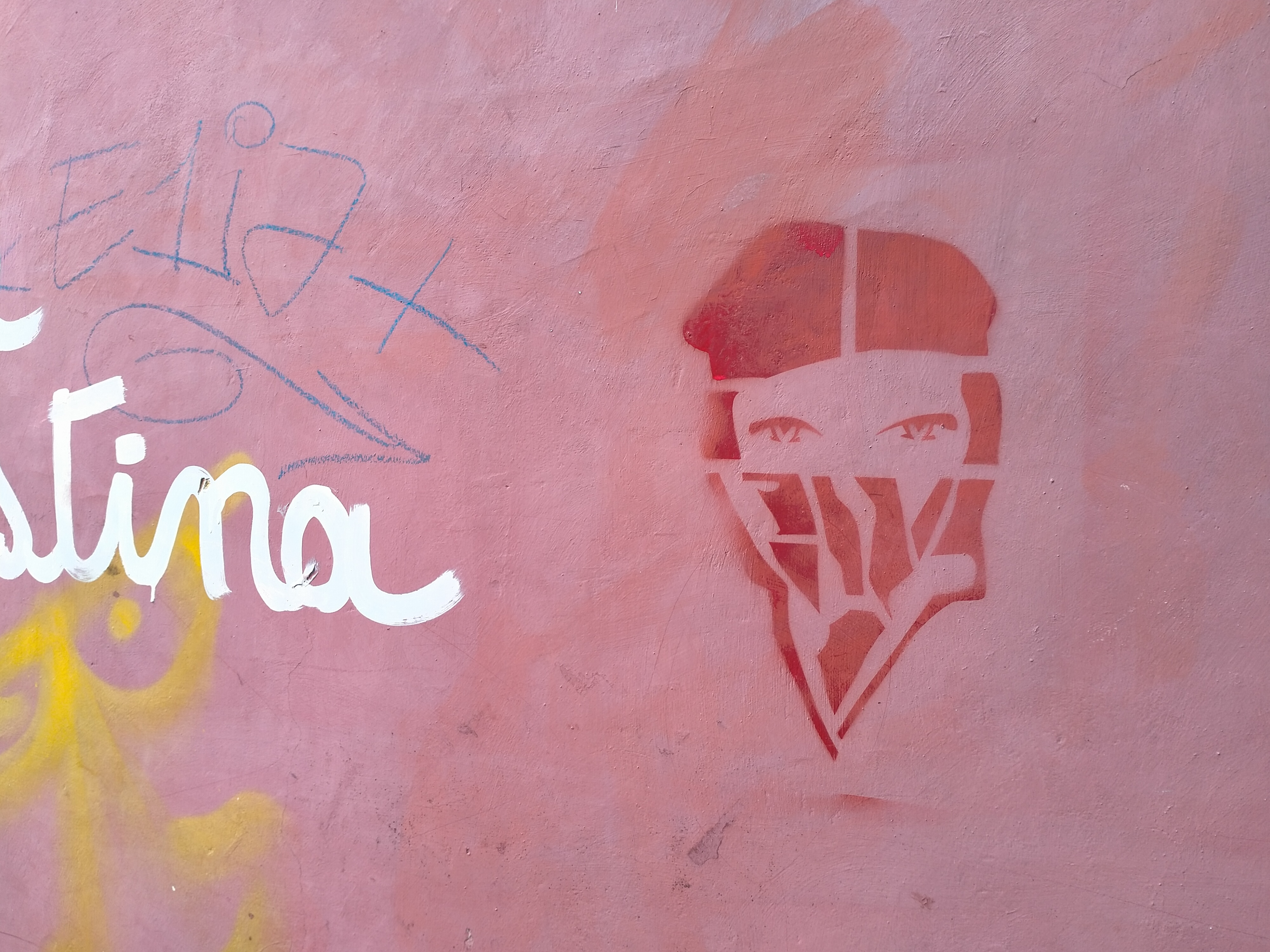
Logo del gruppo No Cav Athamanta su un muro di Carrara, 2021

Per la cessazione o la riduzione l'attività estrattiva intensiva sulle Alpi Apuane si battono da anni numerosi e variegati gruppi, ognuno dei quali con la propria visione e obiettivi specifici: 
- associazioni ambientaliste "generaliste" internazionali, quali ad esempio WWF[51], Extinction Rebellion[52], Sea Shepherd[41], Ultima Generazione[28][53], Amici della Terra[54], Source International[55] e Deep Green Resistance[56] e italiane, quali "Legambiente[57] e Gruppo d’Intervento Giuridico[58]
- associazioni ambientaliste specificamente dedicate alla salvaguardia delle Alpi Apuane, come ad esempio Apuane Libere
- associazioni per la tutela del paesaggio come Italia Nostra[59][60] e Fondo Ambiente Italiano[61]
- gruppi speleologici[62][63], alpinistici ed escursionistici tra i quali C.A.I.[64], Mountain Wilderness[65], Federazione Italiana Escursionismo[66] e Associazione Proletari Escursionisti[67]
- associazioni non direttamente coinvolte nei temi ambientali o paesaggistici, ma che si sono comunque interessate al tema, come ad esempio Slow Food[68], Giros e altri[69]
- comitati, gruppi social e movimenti ambientalisti o per la tutela del territorio quali ad esempio Salviamo le Apuane, Rete dei Comitati per la difesa del territorio[70], Assemblea Permanente Carrara, Athamanta[71] (così nominata in onore all'Athamanta di Corti, pianta endemica apuana a rischio di estinzione) e Fridays for Future[72]
- collettivi studenteschi come Tirtenlà[73][74], centri sociali come Casa Rossa Occupata[75], e gruppi anarchici[76]
- centri culturali quali La Pietra Vivente[77] e ARCI[78][79]
- gruppi di ispirazione religiosa come Accademia Apuana della Pace[80] e Laudato Si' Movement[81]
- blogger e influencer ambientalisti quali ad esempio Alessandro Gogna (Gogna Blog / Sherpa Gate), Silvia Moroni (ParlaSostenibile) e Pietro Lacasella (AltoRilievo/Voci di Montagna)
- cittadini non facenti parte di alcuna associazione, ma che appoggiano la causa prendendo parte a iniziative No Cav[82]

Numerosi intellettuali e personalità italiani si sono schierati in difesa delle Alpi Apuane. Tra questi si annoverano: Alberto Asor Rosa, Angelo Baracca, Ginevra Bompiani, Angelo Bonelli, Sandra Bonsanti, Andrea Camilleri, Enzo Fileno Carabba, Luciana Castellina, Carlo Cecchi, Don Luigi Ciotti, Paolo Cognetti (il quale ha dichiarato di essere "davvero sconsolato, oltre che arrabbiato, per la situazione delle Apuane"), Furio Colombo, Mauro Corona, Giobbe Covatta, Paolo Flores d'Arcais, Erri De Luca, Roberta De Monticelli, Vittorio Emiliani, Carlo Freccero, Luciano Gallino, Alessandro Gogna, Maria Pia Garavaglia, Andrea Lanfri (che fu testimonial di una grande manifestazione No Cav nel 2021), Claudio Lombardi, Paolo Maddalena, Maurizio Maggiani, Alberto Magnaghi, Dacia Maraini, Luca Mercalli, Tommaso Montanari, Moni Ovadia, Pancho Pardi, Tullio Pericoli, Mario Perrotta, Giovanni Pieraccini, Antonio Prete, Adriano Prosperi, Marco Revelli, Mario Tozzi, Edoardo Salzano, Giovanni Sartori, Roberto Saviano, Ettore Scola, Salvatore Settis, Sergio Staino (che ha anche realizzato una vignetta sul tema), Corrado Stajano, Claudio Strinati, Gianni Vattimo, Luca Bertolo e Fabio Genovesi. Tra fine anni 2000 e inizio anni 2010 anche Beppe Grillo sposò sul suo blog posizioni vicine a quelle No Cav.
La campagna No Cav inoltre trova sostenitori anche al di là dei confini nazionali, in particolar modo in Germania. Personalità internazionali schierate su posizioni vicine a quelle No Cav sono: Vandana Shiva, Raul Zibechi e gli autori del docufilm Antropocene: Jennifer Baichwal, Nicholas de Pencier ed Edward Burtynsky.
Anche alcuni think tank, come ad esempio Into the Black Box e Zetaluiss, organo di informazione dell'università Luiss, hanno pubblicato analisi critiche verso l'attuale situazione apuana.
A livello politico, il tema scomodo della chiusura o riduzione delle cave è stato spesso snobbato dai partiti, salvo qualche eccezione come ad esempio Rifondazione comunista, Potere al Popolo e singoli politici, come ad esempio Pietro Ichino e Tommaso Fattori, che si sono spesi per la causa No Cav. Bisogna attendere il 2021 perché un partito, Europa Verde, guidato da Eros Tetti, inserisse nel suo programma la chiusura delle sole cave ricadenti nel Parco naturale regionale delle Alpi Apuane.
A ottobre 2023 il Consorzio dei Balneari di Marina di Massa si è unito alle associazioni ambientaliste nella protesta contro l'inquinamento da marmettola, che degrada la qualità del mare creando danni al settore turistico. 
Nel 2024 anche il vescovo della diocesi di Massa Carrara-Pontremoli ha lanciato un appello per un dialogo tra lavoratori, industriali e ambientalisti che porti a ripensare in modo più equo l'attuale modello di estrazione sulle Alpi Apuane. 
Storici attivisti ed esponenti di spicco del movimento No Cav sono: Alberto Grossi, Franca Leverotti ed Elia Pegollo.

## Storia

### L'attività mineraria nelle Alpi Apuane
Le cave di pietra delle Alpi Apuane erano probabilmente già utilizzate durante l'età del ferro dai Liguri di Ameglia, ma l'attività estrattiva vera e propria si sviluppò a partire dall'epoca romana, e conobbe il maggiore sviluppo della storia antica sotto Giulio Cesare (48-44 a.C.).
Delle testimonianze storiche delle cave più antiche, distribuite nei bacini di Torano, Miseglia e Colonnata, oggi non resta molto, poiché l’attività estrattiva protrattasi nei secoli ha causato la loro progressiva distruzione. In tal modo, cave antiche come quella di Polvaccio e Mandria (Torano) e Canalgrande (Miseglia) sono andate perdute. Sono invece ancora integre, sebbene scarsamente valorizzate da un punto di vista storico-archeologico e turistico, le cave antiche di La Tagliata (Miseglia) e Fossacava (Colonnata). Un'altra cava di origine certamente antica, è la cosiddetta Cava Romana di Forno (Massa), oggetto di diatribe legali per violazioni ambientali e alla quale nel 2017 non è stata rinnovata la compatibilità ambientale.
Il picco di celebrità del Marmo di Carrara si ebbe nel Rinascimento in quanto fu utilizzato da Michelangelo, che veniva a scegliere personalmente i blocchi su cui lavorare direttamente in cava.
Tra la fine del XVIII e il XIX secolo ci fu un rapido incremento delle cave, che cominciarono a concentrarsi nelle mani di pochi grandi concessionari, spesso legati alla Massoneria. Tra i concessionari, numerosi erano gli stranieri, come ad esempio l'inglese William Walton e il francese Jean Baptiste Alexandre Henraux. L'industrializzazione dell'attività estrattiva richiamò un gran numero di lavoratori delle comunità montane, spostandoli dalle tradizionali occupazioni agro-pastorali a quelle minerarie. A questo periodo risale la costruzione della Ferrovia Marmifera Privata di Carrara, sulla quale attualmente ci sono progetti di rigenerazione urbana e del Porto di Carrara. Questo processo proseguì anche nel XX secolo, con la realizzazione di infrastrutture quali la diramazione della Teleferica del Balzone, nel 1907, e del ramo per Arni della Tranvia della Versilia, inaugurato nel 1923.
Oltre a quelle di marmo, erano presenti un tempo anche miniere di manganese, mercurio, ferro, pirite, magnesite, dolomia e altro ancora. Nel 2015 esplose il caso della grave contaminazione da tallio della falda acquifera, e di conseguenza dell'acquedotto, di Pietrasanta a causa delle miniere di perite di Valdicastello, abbandonate negli anni '80 e mai bonificate.
Nel Dopoguerra, in particolare nel tardo dopoguerra, l'attività estrattiva è cresciuta a dismisura in termini di materiale rimosso e, secondo la rivista Focus "negli ultimi 20 anni, qui si è scavato più che in duemila anni di storia". Tuttavia il numero degli occupati diretti nelle cave è passato, secondo il Corriere della Sera, dai 16.000 degli anni '50 ai circa 1.000 di oggi.
Inoltre il materiale estratto viene in larghissima parte esportato senza ulteriore lavorazione o con lavorazioni minime ed i laboratori artistici e artigianali che hanno valso a Carrara il titolo di Città creativa UNESCO "per le arti popolari e l'artigianato", un tempo numerosi, sono oggi in declino.

### I movimenti a tutela delle Alpi Apuane

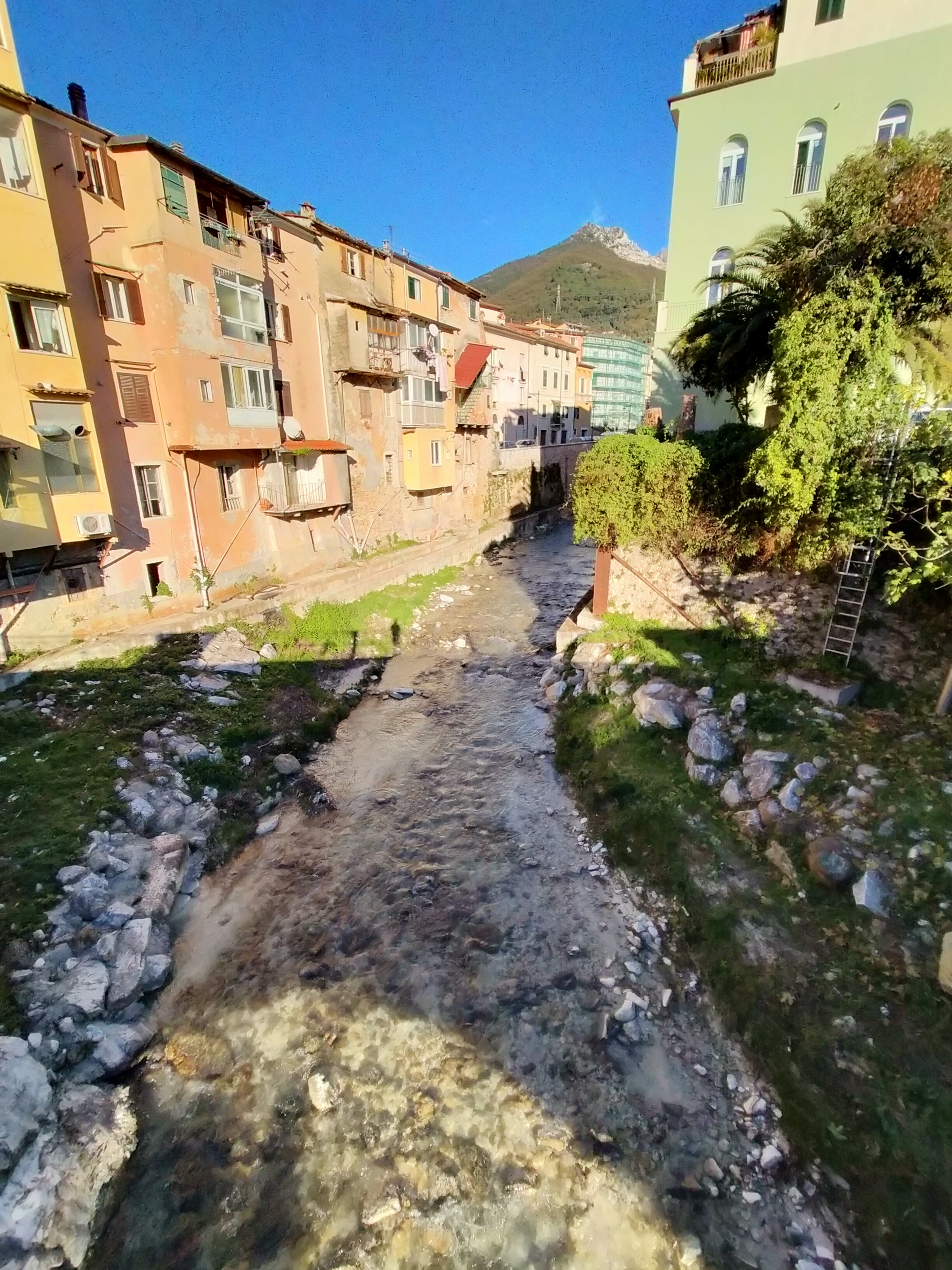
Marmettola nel fiume Carrione, Carrara, 2021

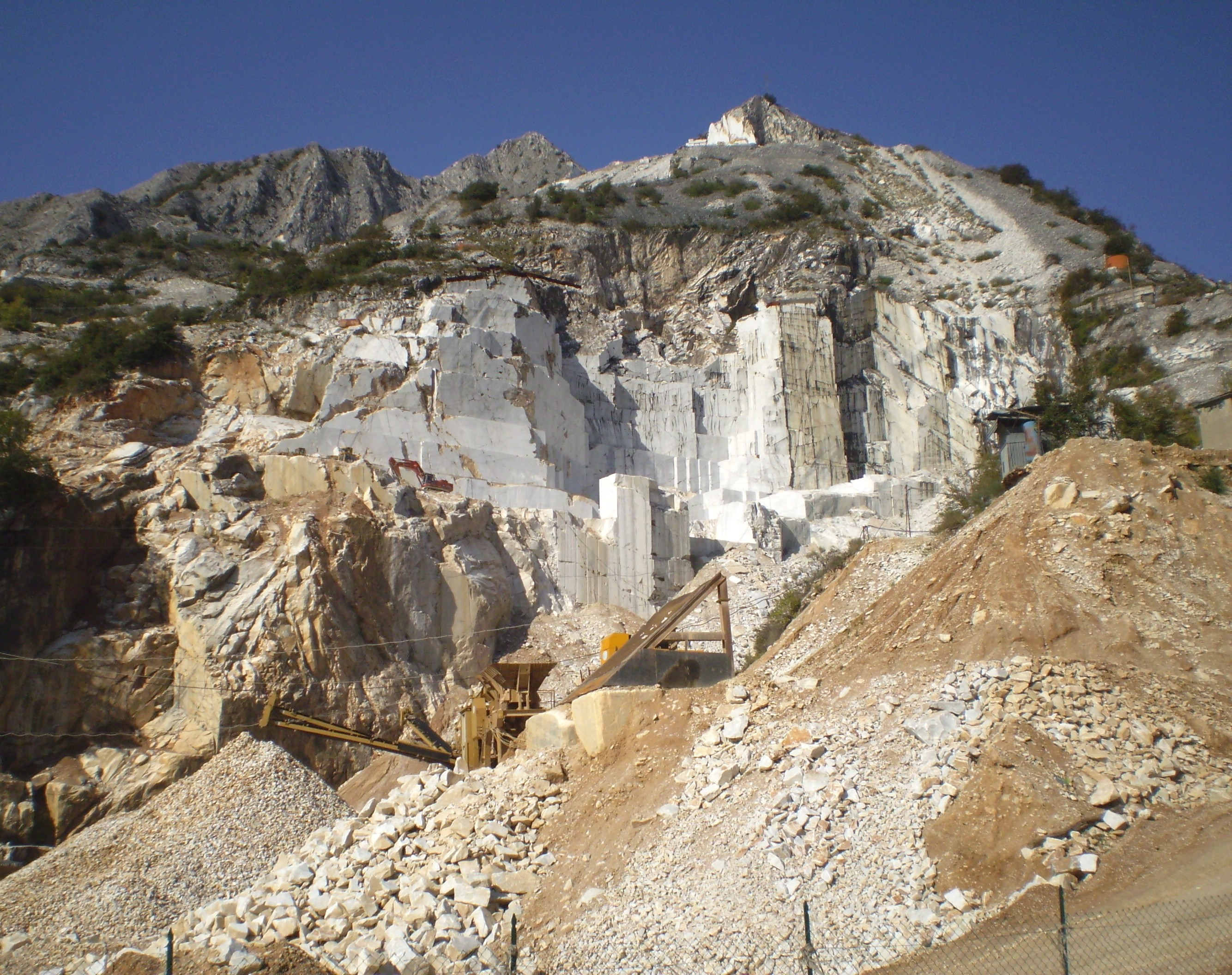
Sbanco in una cava carrarese

Le prime battaglie ambientaliste per le Alpi Apuane cominciarono negli anni '70, portate avanti da Legambiente e WWF e da storici attivisti come Elia Pegollo.
Nel 1985, a seguito di una raccolta di firme partita molti anni prima e la presentazione nel 1978 di una legge di iniziativa popolare, la Regione Toscana istituì il Parco naturale Regionale delle Alpi Apuane. Nel 1997, con la Legge Regionale 65/1997 ne venne ridotto il perimetro da circa 54.000 ettari agli attuali 20.598 ettari, in modo da tutelare la presenza delle cave di marmo, riclassificate come “aree contigue di cava”.
Negli anni '80 ci furono lotte ambientaliste che condussero negli anni '90 alla chiusura delle cave di dolomia a Forno e, almeno dal 2000 esistono appelli di associazioni ambientaliste contro l'industria apuana del marmo.

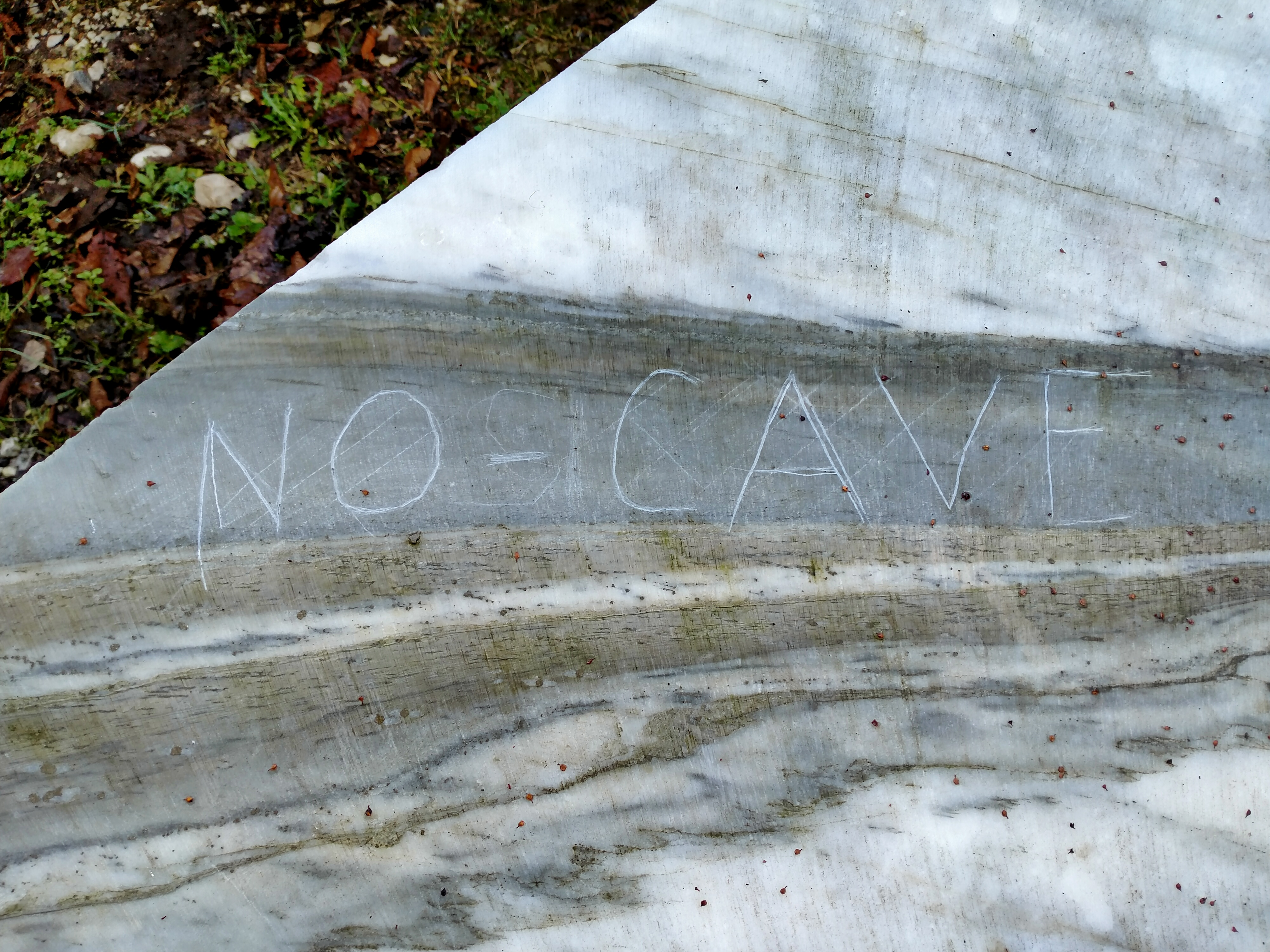
Slogan No Cav inciso in un blocco di marmo nei pressi dell'ingresso alle cave Henraux ad Azzano (Seravezza)

Nel 2000, tramite una legge nazionale tuttora valida, fu decretata l'istituzione del Parco Archeominerario delle Alpi Apuane per tutelare dall'attuale attività estrattiva le testimonianze di quella di epoca antica, ma la cui effettiva istituzione fu tuttavia sospesa nel 2006, nonostante i pareri favorevoli degli enti locali. Per ovviare ai ritardi, nel 2003 il Parco naturale Regionale delle Alpi Apuane ha istituito il Sistema museale di archeologia mineraria delle Alpi Apuane.
Nel 2002 il Parco naturale regionale delle Alpi Apuane produsse un piano delle attività estrattive che prevedeva la chiusura o la riduzione di alcune cave, ma esso non fu mai adottato per le pressioni dell'industria marmifera.
Dalle esperienze di lotta per la salvaguardia delle Apuane delle ultime decadi del XX secolo, si sarebbe sviluppato il conflitto ambientale in corso e l'attuale movimento No Cav. Secondo l'Atlante Italiano dei Conflitti Ambientali, parte dell'Environmental Justice Atlas, questo "conflitto propositivo in favore di alternative sostenibili" avrebbe avuto origine nel 2009, anno in cui Salviamo le Apuane, fondato da Eros Tetti, lanciò la prima mobilitazione online, con una buona risposta e una conseguente crescita e diffusione sul territorio.

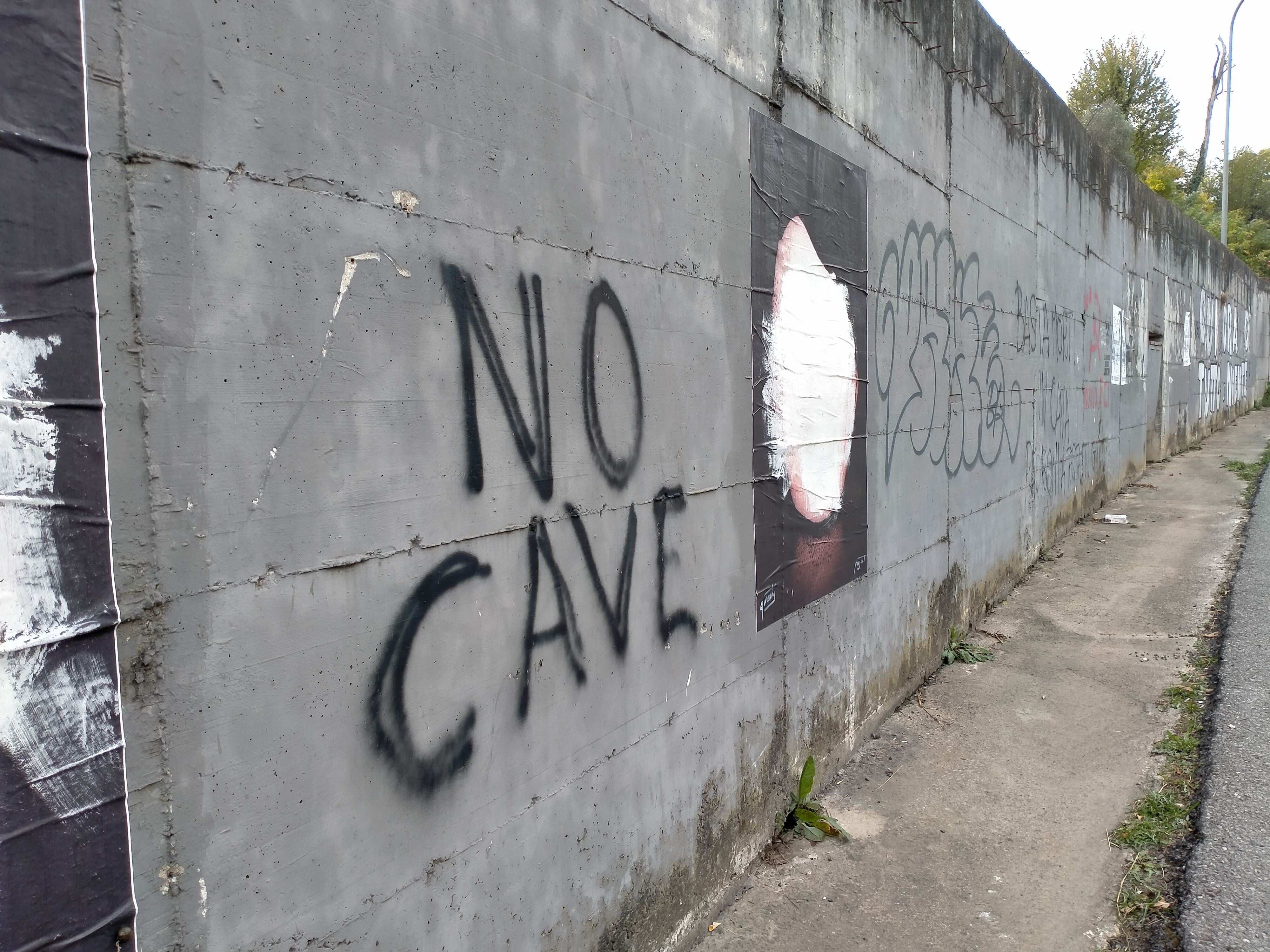
Scritta No Cav a La Foce, Massa

Già nel 2010, tale movimento presentò un articolato piano denominato "PIPSEAA" (Piano Programma di Sviluppo Economico Alternativo per le Apuane) per una graduale transizione economica del territorio che gli consentisse di smarcarsi dal marmo senza shock occupazionali.
Nel 2014 la giunta regionale toscana approvò un piano per la "chiusura graduale delle cave", promosso dall'assessore regionale Anna Marson, e poi ritirato a seguito delle pressioni di Confindustria.
Il Tirreno usò per la prima volta il termine No Cav per definire gli attivisti che si battevano contro le cave apuane.
Nello stesso anno, a seguito dell'ennesima alluvione che colpì la città di Carrara, nacque anche l'Assemblea Permanente Carrara, che occupò il municipio per due mesi. Questo gruppo, che si batte per la tutela ambientale del territorio carrarese, ha espresso in alcune occasioni posizioni molto critiche verso le cave.
Nel 2015 Tommaso Fattori entrò nel Consiglio regionale toscano con la lista Sì Toscana a sinistra, contribuendo a mantenere alta la pressione sulle cave, anche tramite la presentazione di numerosi emendamenti alle leggi regionali.
Nel 2016, un raggruppamento di associazioni chiamato Coordinamento Apuano e composto da Legambiente, Salviamo le Apuane, WWF, C.A.I., FAI, Italia Nostra, Rete dei comitati per la difesa del territorio, Società dei Territorialisti, UISP Lega Montagna, Federparchi, Società Speleologica Toscana, Amici delle Alpi Apuane, sottoscrisse un documento intitolato Manifesto per le Alpi Apuane, nel quale argomentava e dettagliava un piano di transizione economica verde che portasse il territorio apuano ad affrancarsi dalla filiera del marmo, puntando sulla difesa dell'ambiente e del paesaggio, sul turismo e sulle produzioni agroforestali. Infatti, esistono già pregiate produzioni agricole e gastronomiche apuane tra le quali è in ascesa negli ultimi anni quella vinicola, in particolare il Candia dei Colli Apuani, che potrebbero essere promosse e potenziate.
Il partito Europa Verde guidato da Eros Tetti, che si prefigge la chiusura delle cave ricadenti nel Parco naturale regionale delle Alpi Apuane, nel 2020 propose un referendum abrogativo riguardante le norme regionali più favorevoli alle cave.
Nel 2020 fu anche avviata una petizione per l'istituzione di un parco nazionale delle Alpi Apuane o di accorparle al già esistente e contiguo Parco Nazionale dell'Appennino Tosco-Emiliano al fine di garantire una più stretta tutela della catena montuosa. Nello stesso anno, nacque il collettivo Athamanta, che unisce l'esperienza dei centri sociali a quella dell'ambientalismo. Comparvero le prime bandiere No Cav.
Nel 2021 il C.A.I. propose l'istituzione di un Parco Culturale delle Apuane.
Sempre nel 2021, nacque anche l'associazione Apuane Libere, che si prefigge la graduale chiusura definitiva di tutte le cave apuane, sia ricadenti nel parco che non. A luglio dello stesso anno, la neonata associazione organizzò una grande manifestazione il cui testimonial fu Andrea Lanfri e alla quale parteciparono altre 31 sigle. In tale occasione si verificarono tafferugli presso Passo Sella, dove i manifestanti entrarono in contatto con una contromanifestazione a sostegno delle cave organizzata da Confindustria.
A causa del concetto di aree contigue di cava istituito nel 1997, nel 2021 il Consiglio di Stato, pronunciandosi in un contenzioso tra alcune associazioni ambientaliste, riunite nel comitato SOS Apuane, da un lato, e la società Henraux e la Regione Toscana dall'altro, ritenne che le cave sulle Alpi Apuane non costituissero un danno ambientale, a meno che non siano sovrapposte a zone di tutela come SIC, SIR o ZPS, e la Cassazione confermò la sentenza nel successivo ricorso, condannando gli ambientalisti a pagare le spese processuali. È attualmente in corso un appello presso la Corte europea di Strasburgo.
Nel settembre 2021, Salviamo le Apuane presentò al Gruppo di Lavoro dell'ONU su Imprese e Diritti Umani (UN Working Group on Business and Human Right) un corposo dossier sulla situazione apuana, redatto con l'aiuto della ricercatrice Chiara Macchi, dell'Università di Wageningen.
A inizio 2022 il Consiglio di stato rigettò il ricorso di numerose aziende marmifere contro il nuovo Piano Estrattivo della Regione Toscana, stabilendo che è diritto e dovere della regione la tutela l'ambiente, specialmente di un "unicum" come le Apuane, anche limitando la libertà di iniziativa economica.

## Argomentazioni

### Impatti sull'ambiente e sulla salute umana

#### Inquinamento ambientale

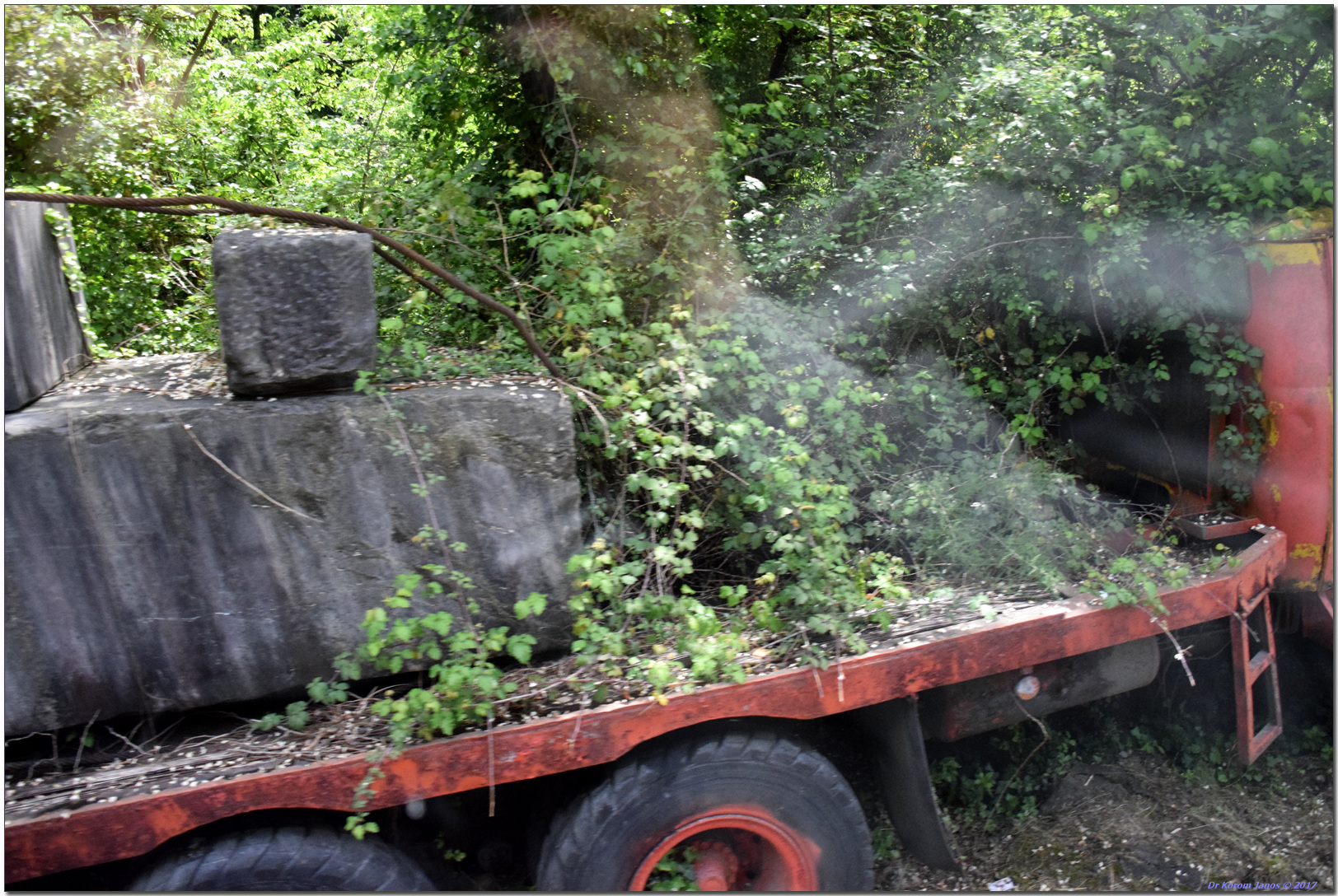
Attrezzatura in disuso abbandonata, Carrara

L'attività estrattiva ha un impatto negativo sugli acquiferi a causa dell'inquinamento del suolo e delle acque superficiali e profonde, con implicazioni sia ambientali che di salute pubblica per le popolazioni che vi si approvvigionano. Nel 2023 l'associazione ambientalista Source International ha cominciato un monitoraggio sui corsi d'acqua apuani "per affrontare con urgenza la questione della gestione della marmettola". A ottobre dello stesso anno, l'ISPRA ha richiamato enti pubblici e aziende private a una miglior gestione dell'inquinamento da marmettola, evidenziando come le azioni finora intraprese contro non fossero efficaci e sufficienti, oltre che inadeguate a identificare le responsabilità delle violazioni ambientali.

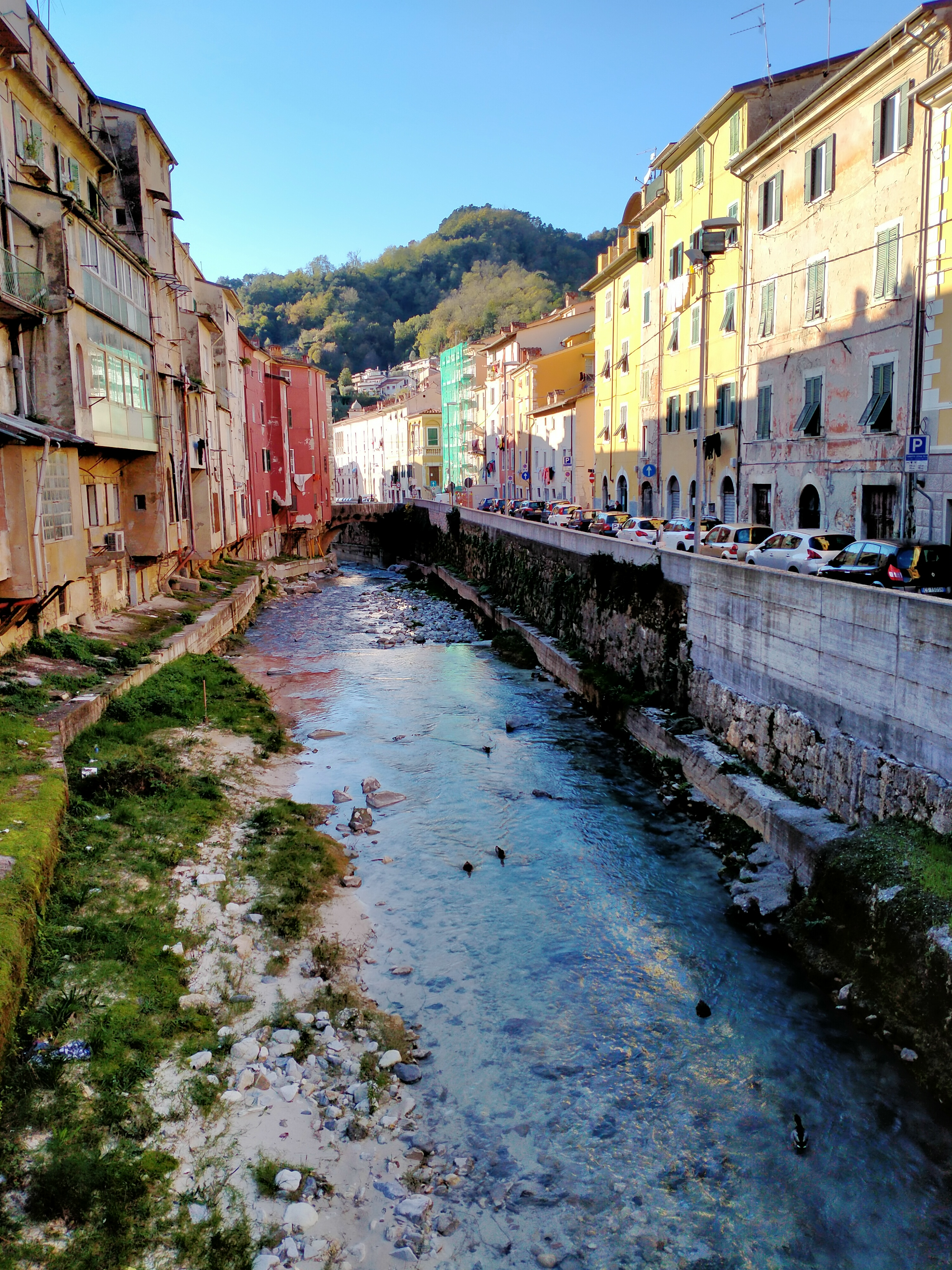
Il fiume Carrione a Carrara con il letto invaso da marmettola

La marmettola, polvere di marmo miscelata a oli e fanghi derivante dall'escavazione, dovrebbe essere smaltita come rifiuto speciale, ma spesso non è correttamente gestita e finisce per disperdersi in grande quantità, costituendo un serio problema di inquinamento ambientale. Secondo ARPAT, la quantità di marmettola attualmente smaltita come rifiuto mostra chiaramente questo problema, in quanto il valore è troppo basso rispetto alla produzione di marmo del comprensorio.
A causa dell'elevata meccanizzazione e industrializzazione dei processi estrattivi, altri inquinanti come metalli pesanti e idrocarburi sono dispersi in ambiente montano e nelle falde acquifere in quantità notevoli.
Altri impatti ambientali rilevanti sono la dispersione delle polveri nell’atmosfera, l'inquinamento acustico e l'abbandono di rifiuti in quota tra i quali addirittura interi macchinari dismessi, a causa del mancato ripristino ambientale che sarebbe obbligatorio eseguire al termine della concessione.
Le aziende del settore lapideo sono state inoltre accusate dagli ambientalisti di portare avanti operazioni di greenwashing.

#### Rischi per la salute delle popolazioni locali

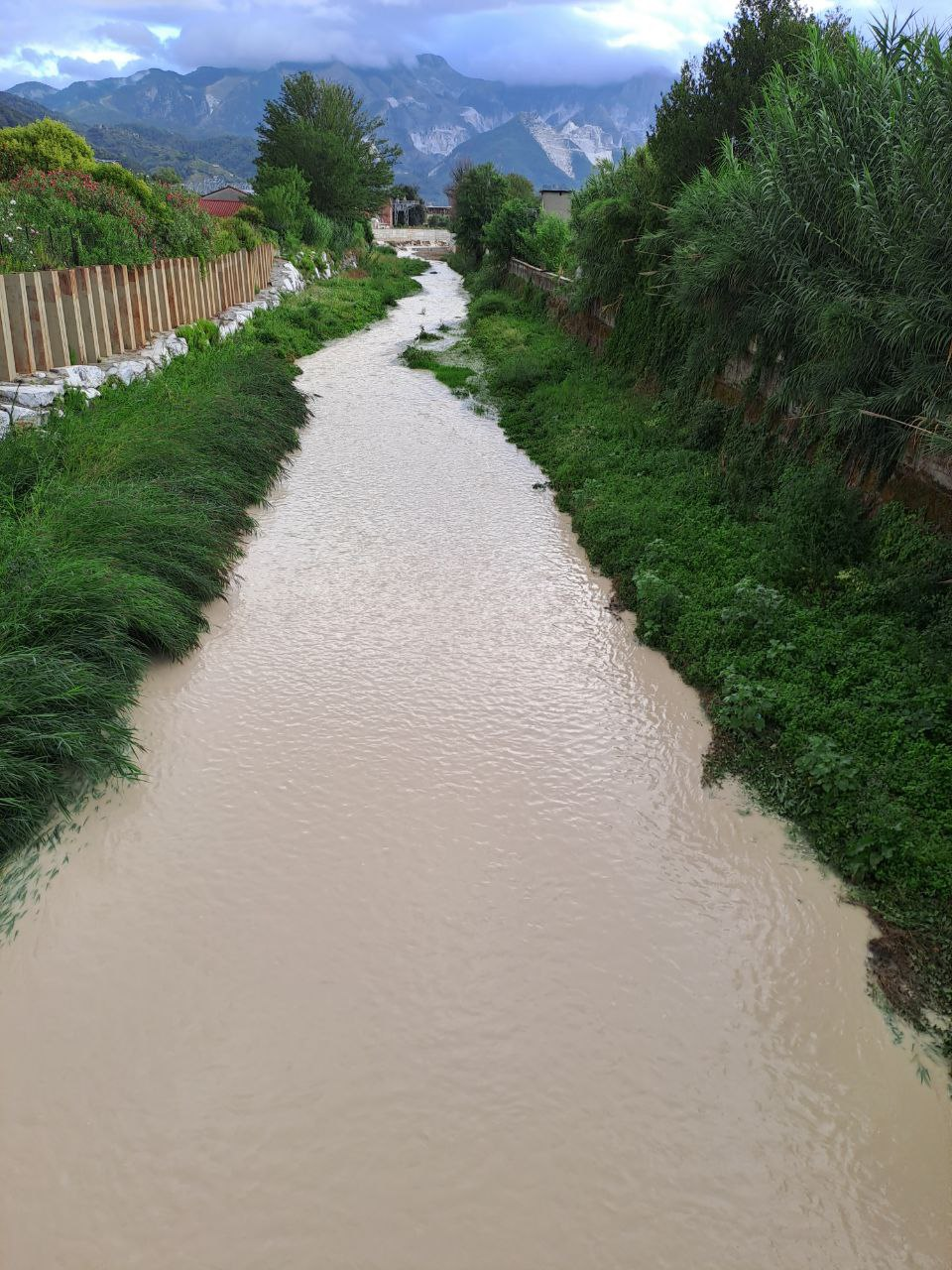
Il torrente Carrione invaso da marmettola, il 28/08/2023

La salute delle popolazioni del bacino apuano è minacciata dal deterioramento della qualità delle acque potabili a causa dell'inquinamento da marmettola, contaminata da composti chimici pericolosi quali idrocarburi e metalli pesanti.
Un altro fattore di rischio è la dispersione in atmosfera di polveri di marmo che, contenendo fino al 5% di silice, possono causare pneumoconiosi, come ad esempio la silicosi. Anche se i camion per il trasporto di materiale escavato dovrebbero essere chiusi e/o i carichi mantenuti umidi per ridurre la dispersione di polveri, queste prescrizioni spesso non vengono rispettate.

#### Distruzione di habitat ed ecosistemi e perdita di biodiversità

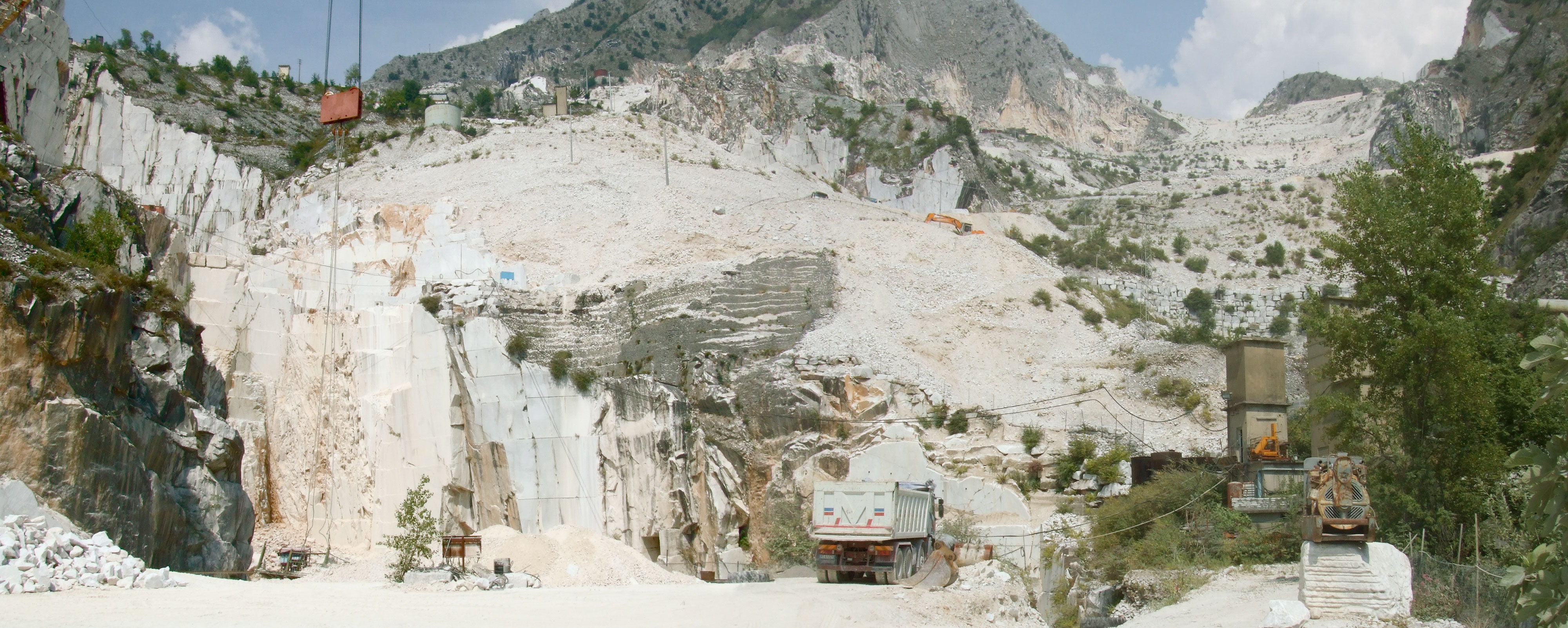
Un grande sbanco presso una cava carrarese

Le cave apuane costituiscono una seria minaccia agli habitat e al patrimonio naturalistico della catena montuosa in quanto causano la distruzione della flora, lo spogliamento del suolo, il disseccamento o deterioramento delle sorgenti, la profonda modifica dell'ambiente, dell'orografia e del paesaggio originario.
Va rimarcato che tali attività insistono su un'area di grande pregio naturalistico, ad elevata biodiversità e geodiversità, riconosciuta parco naturale regionale e geoparco mondiale UNESCO. Le Alpi Apuane racchiudono circa il 50% della biodiversità toscana, tra cui alcuni endemismi e il 30% della flora italiana. Sono presenti, tra la flora e la fauna, anche specie rare e relitte, tra i quali il raro tritone apuano (Ichthyosaura alpestris apuana), minacciato dalla Cava Valsora (area di rilevanza erpetologica IT130TOS003 riconosciuta dalla Societas Herpetologica Italica) e dalla possibile riapertura di Cava Crespina II, ai piedi del Monte Sagro, e specie minacciate come il lupo e il gatto selvatico europeo. Uno studio condotto nel 2025 dall'Università di Pisa ha segnalato la presenza sulle Alpi Apuane di 141 specie e sottospecie vegetali inserite nella Lista Rossa Nazionale a rischio di estinzione, alcune delle quali gravemente minacciate, tra le quali 93 specie endemiche italiane, di cui 30 esistenti solamente sulle Alpi Apuane, e 3 specie mai segnalare prima in Toscana.
L'attività industriale delle cave va ad interferire direttamente o indirettamente con un territorio tutelato, parte della rete europea Natura 2000 e racchiude aree classificate come Important Bird and Biodiversity Areas, Zone di Protezione Speciale, Zone speciali di conservazione, Siti di Interesse Comunitario, Oasi WWF, Oasi LIPU e dove è attivo un progetto per la protezione del lupo in collaborazione col Parco Nazionale dell'Appennino Tosco-Emiliano.
Le attività estrattive sottraggono acqua alle sorgenti, mentre la marmettola (finissima polvere di marmo), da loro prodotta in grande quantità, depositandosi sul letto dei corsi d'acqua e seppellendo gli alvei, costituisce un serio rischio per l’esistenza di alcune specie animali, come ad esempio gli invertebrati bentoici. Inoltre penetra nella rete carsica, modificando la qualità delle acque sotterranee e favorendo la presenza di specie epigee, le quali minacciano quelle ipogee, più fragili. Sono infine emersi danni all'ecosistema del Lago di Isola Santa causati dalla marmettola, che hanno portato anche alla limitazione dell'attività di pesca sportiva in questo bacino, con conseguente danno economico per le attività locali.

#### Distruzione di geositi e del reticolo carsico e dissesto idrogeologico

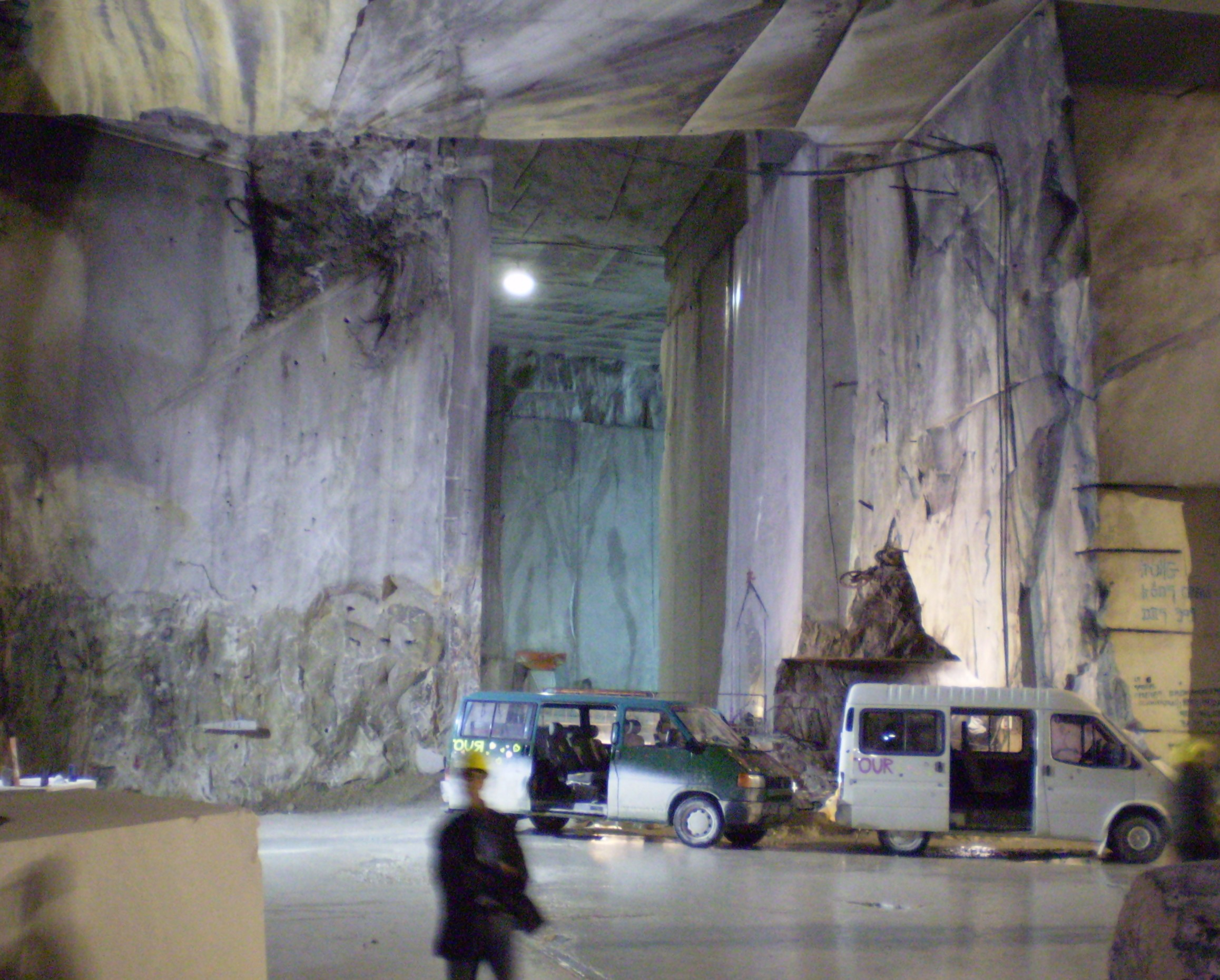
Le cave in galleria, pur avendo minor impatto paesaggistico, giocano invece un ruolo determinante nel dissesto idrogeologico e nella distruzione di geositi e sorgenti

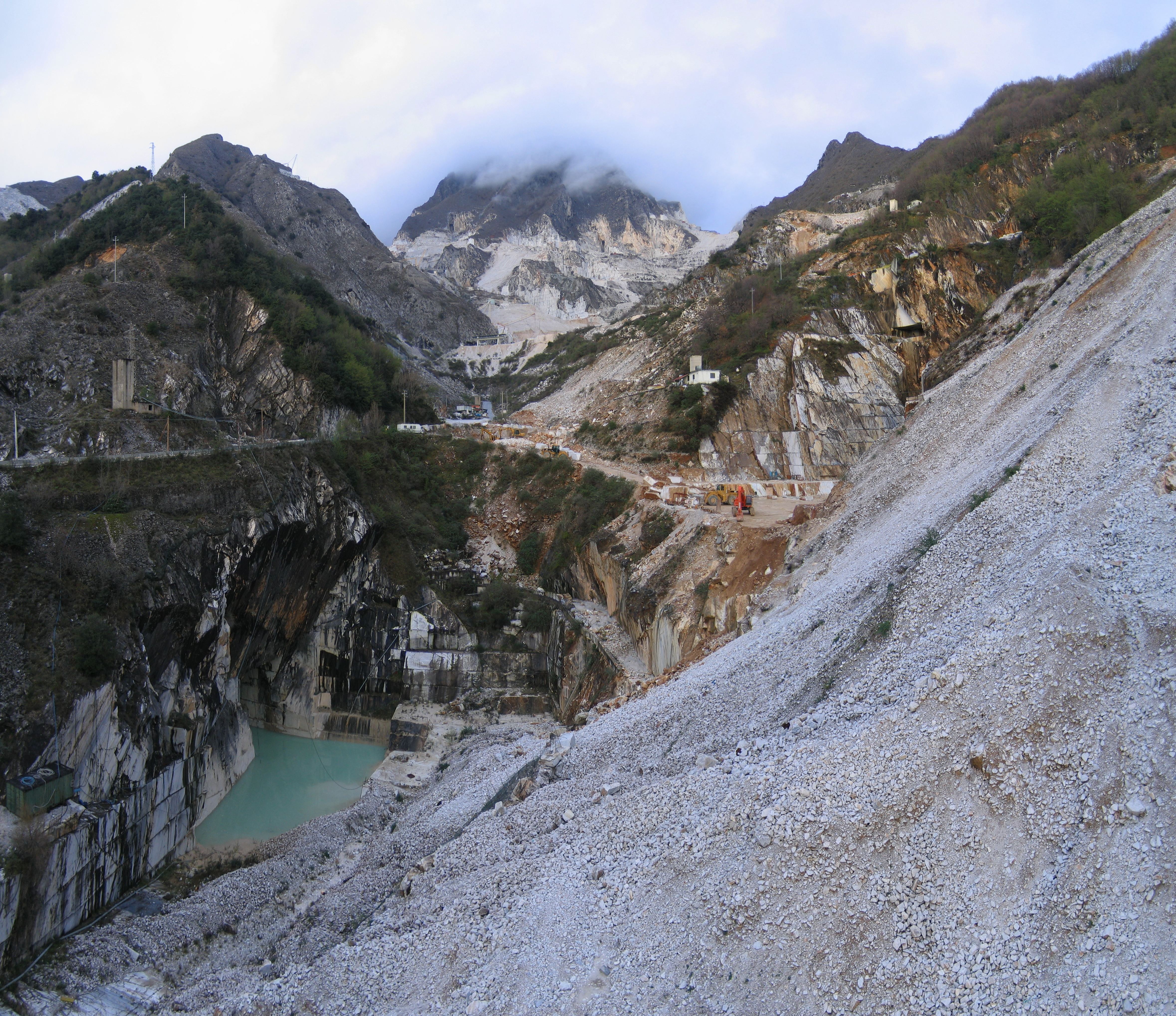
Un grande ravaneto presso la Cava di Fantiscritti

Le Alpi Apuane sono state riconosciute come geoparco mondiale UNESCO. Le cave costituiscono anche seria una minaccia per la geodiversità apuana e le attività carsiche presenti, particolarmente numerose e significative in questa catena montuosa molte delle quali ricadono in area di cava. Nonostante esse siano tutelate, molte volte sono state intercettate e danneggiate dall'attività estrattiva, oppure colmate da detriti. Anche lo stesso Antro del Corchia, la grotta carsica più grande d'Italia e una delle più importanti grotte europee, avrebbe subito danni causati dalle cave vicine.
Nelle Alpi Apuane si trova inoltre la più grande riserva idrica della Toscana, messa a rischio dall'attività estrattiva a causa del suo utilizzo diretto dello scarico di detriti, rifiuti e marmettola, che occludono corsi d'acqua e sorgenti, e per la modifica della rete carsica.
Inoltre, la marmettola, oltre ad essere chimicamente contaminata da idrocarburi e metalli, è fortemente inquinante anche per azione meccanica: riempie gli interstizi ed impermeabilizza le superfici eliminando gli habitat di molte specie, modifica i processi di alimentazione della falda, velocizza lo scorrimento superficiale delle acque, si infiltra nel reticolo carsico modificando i percorsi delle acque sotterranee fino a causare il disseccamento o il deterioramento delle sorgenti.
Una relazione prodotta nel 2023 dalla Federazione speleologica toscana ha ipotizzato un legame tra la dispersione di marmettola e modifiche all'idrodinamica degli acquiferi, con una loro riduzione di capacità di immagazzinamento di acqua, con conseguente danno agli approvvigionamenti di acqua potabile, e un aumento del rischio di eventi alluvionali. I letti dei corsi d'acqua impermeabilizzati dalla marmettola e gli ostacoli causati da essa al normale defluire delle acque avrebbero giocato un ruolo nella devastanti alluvioni di Carrara del 2003 e 2014. A seguito della prima, ci fu anche un'indagine per omicidio colposo che coinvolse alcuni imprenditori del marmo e funzionari pubblici, in quanto il letto del torrente Carrione era ostruito da scarti di lavorazione del marmo, ma il successivo processo si concluse per prescrizione. Anche a seguito dell'alluvione del 2014 seguì un'inchiesta che coinvolse sette imprese del marmo.
L'effetto delle cave sulle riserve acquifere locali comporta un notevole danno economico e ambientale al territorio apuano, secondo uno studio pubblicato nel 2019 sulla rivista Water.
Infine, sotto il profilo del dissesto idrogeologico i ravaneti, in particolare quelli recenti, rappresentano aree a forte rischio. Alcuni ravaneti sono a loro volta soggetti ad attività di estrazione delle scaglie di marmo, con conseguente impoverimento della componente rocciosa e arricchimento di quella fine, che porta ad un aumento della franabilità degli stessi.
Secondo alcuni commentatori, la cospicua rimozione di materiali dalle montagne e la modifica della loro orografia, giocherebbe un ruolo anche nel peggioramento del clima locale e nell'aumento degli eventi meteorologici estremi.

#### Rischio di collassi strutturali delle montagne indebolite dalle cave

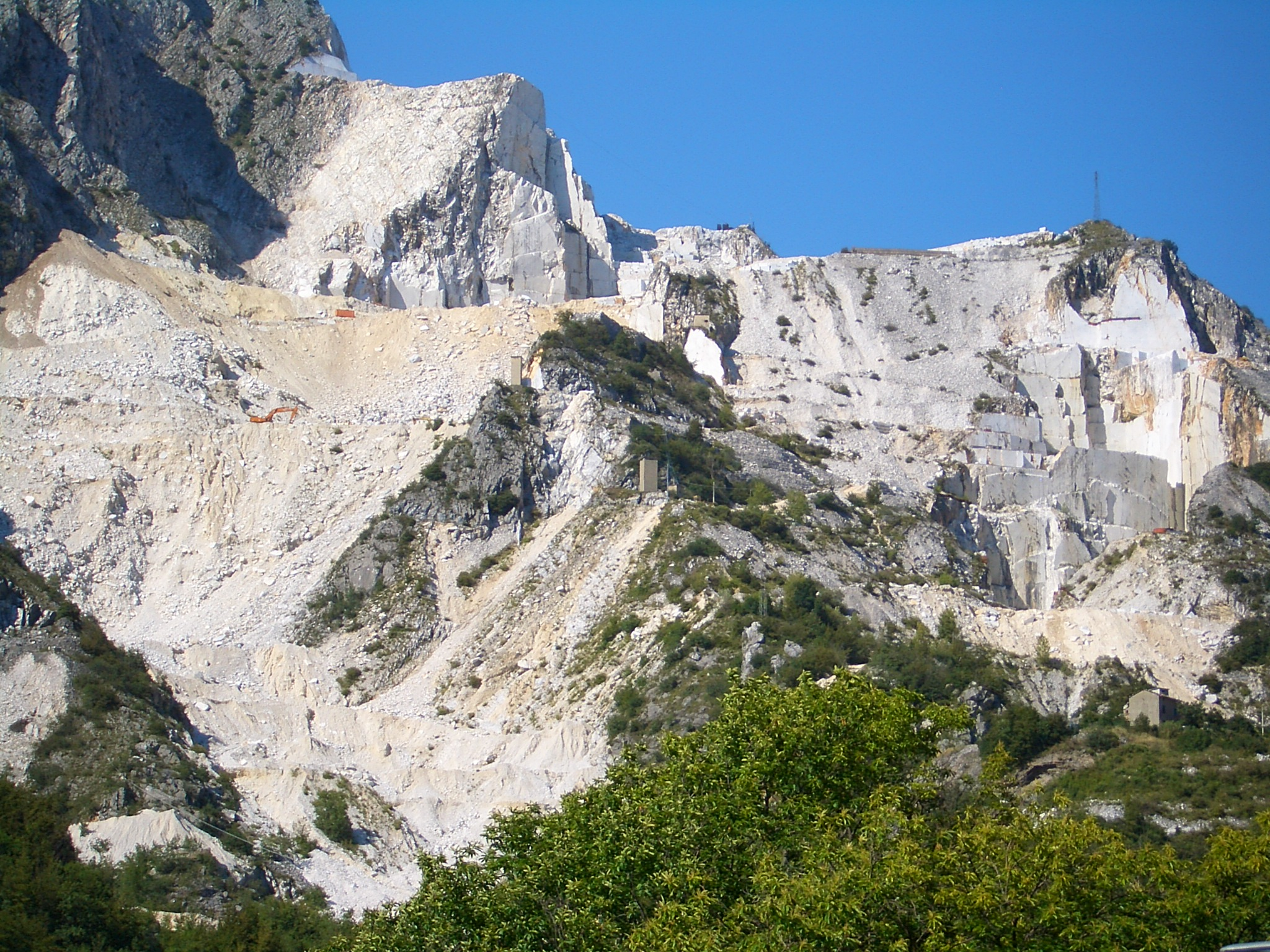
Cava di marmo nei pressi di Carrara

L'intensa attività estrattiva, condotta sia a cielo aperto che in galleria, in profondità, può portare all'indebolimento e alla perdita di stabilità strutturale della montagna stessa, con rischio di crolli pericolosi sia per i cavatori che per la popolazione locale.
Gravissimi incidenti a causa di cedimenti di costoni si sono verificati nel corso del tempo.
Talvolta l'attività estrattiva è stata sospesa dalle autorità per la pericolosa instabilità della cava o dei suoi ravaneti e l'ampliamento di alcune cave non è stato autorizzato per rischio smottamenti.

### Impatti sul patrimonio paesaggistico e culturale

#### Impatto paesaggistico: la scomparsa delle montagne
La velocità di estrazione del marmo, risorsa non rinnovabile, ha raggiunto livelli tali da poter effettuare in pochi giorni il lavoro che un tempo avrebbe richiesto mesi interi, e con molto meno personale. Nella sola provincia di Massa-Carrara ci sono circa 100 cave, il 70% delle quali a cielo aperto. A causa dell'industrializzazione iniziata già nel XIX secolo, nel Dopoguerra la quantità di materiale asportato ogni anno dalle montagne ha raggiunto livelli assolutamente insostenibili tanto da far parlare di "scomparsa delle Alpi Apuane".

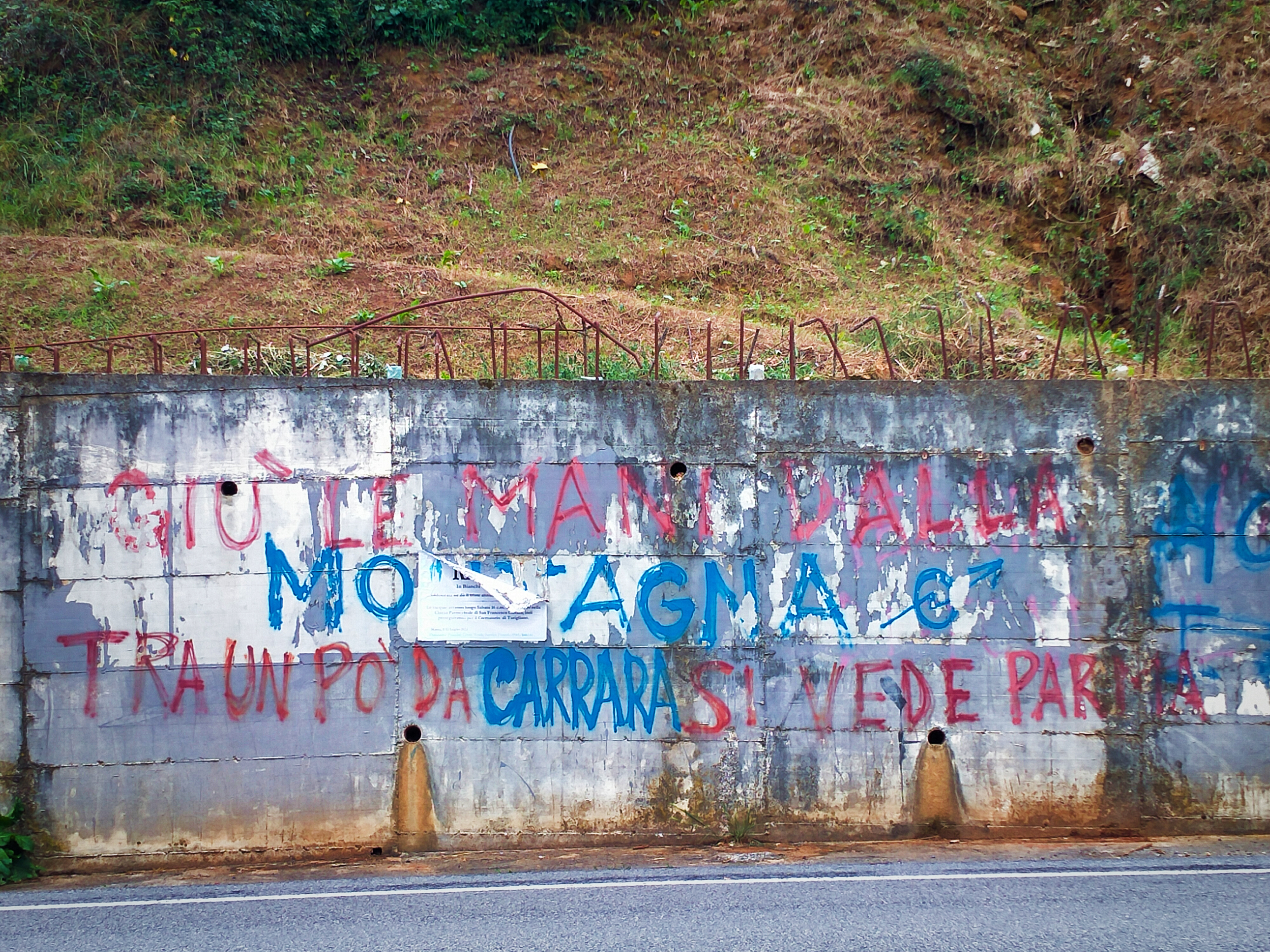
Scritta No Cav a La Foce, Massa: "Giù le mani dalla montagna / tra un po' da Carrara si vede Parma"

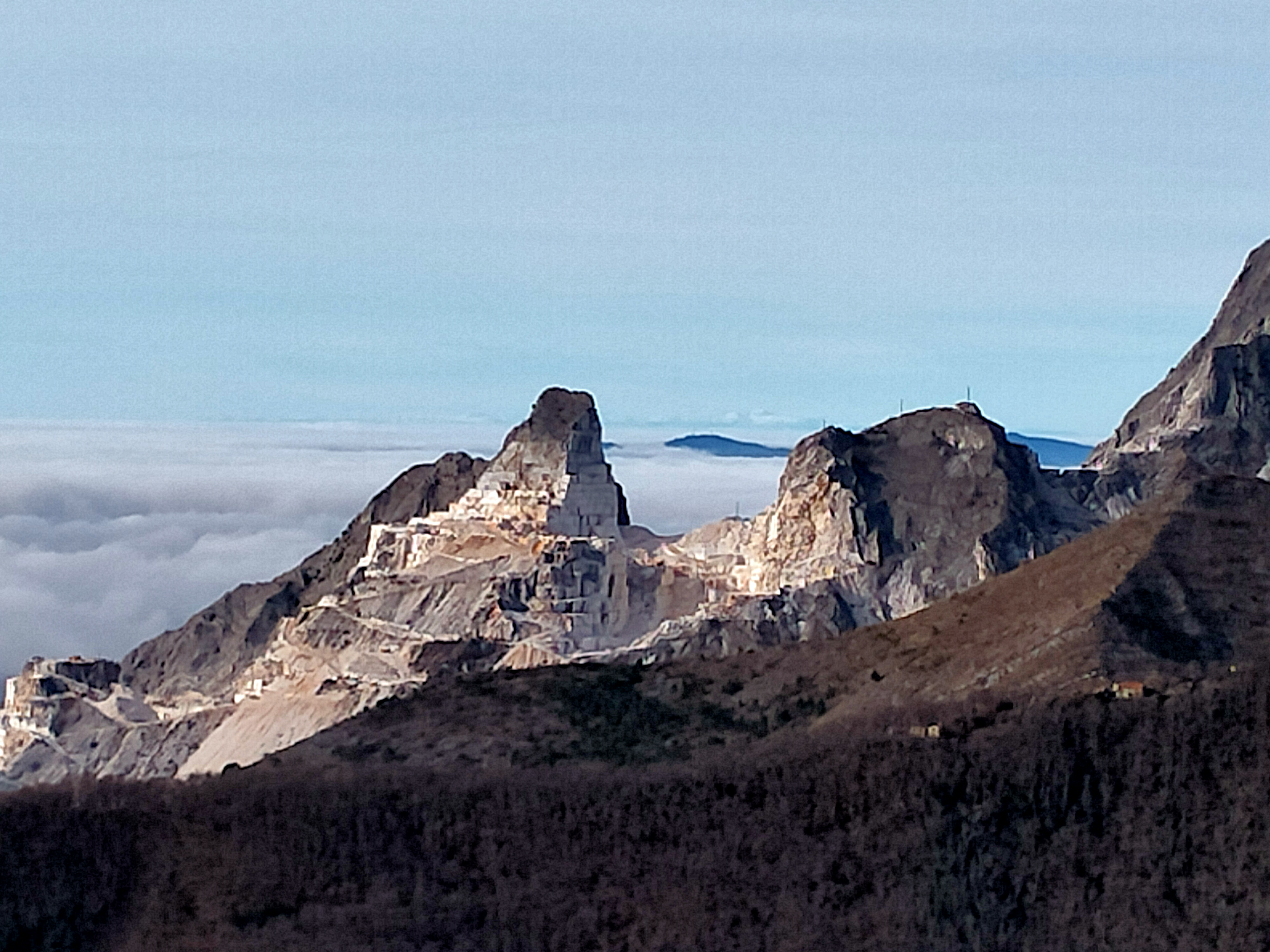
Il devastante effetto di Cava dei Campanili, Colonnata, che ha quasi spazzato via un intero rilievo montuoso

Nonostante gli avanzamenti tecnologici nelle attività estrattive, è sempre necessario demolire interi costoni per poter accedere ai minerali. Secondo una stima del CAI, per ogni tonnellata di marmo estratto, sono state rimosse circa dieci tonnellate di materiale dalla montagna.
Le cave causano la modifica irreversibile della morfologia dei luoghi, con elevatissimo impatto paesaggistico, con la compromissione o la scomparsa di alcune vette e crinali, grazie alle deroghe disposte dalla Regione Toscana. Tali danni hanno riguardato anche i profili di alcune delle montagne più elevate e significative della catena. L'impatto paesaggistico è di tale entità da essere visibile nelle fotografie realizzate dal satellite della missione spaziale europea Copernicus Sentinel-2. 
Nel 2025 durante una partita di calcio nello stadio di Carrara, il cronista di DAZN ha scambiato per neve il marmo portato a vista sulle Apuane. 
Esempi di queste modifiche irreversibili sono la scomparsa del Picco Falcovaia, la cui vetta è stata interamente rimossa dalla Cava delle Cervaiole, l'abbassamento di diverse decine di metri del Passo della Focolaccia, ad opera della Cava di Piastramarina, e la perdita della cuspide sommitale del Monte Carchio. Anche le stesse infrastrutture minerarie realizzate in epoche passate passato, e che sarebbero potute essere considerate parte del paesaggio culturale, sono state in gran parte distrutte dalla moderna escavazione.
Da notare che la Regione Toscana, in deroga al Codice dei beni culturali e del paesaggio che tutela "le montagne per la parte eccedente 1.600 metri sul livello del mare per la catena alpina e 1.200 metri sul livello del mare per la catena appenninica e per le isole, i ghiacciai e i circhi glaciali, i parchi e le riserve nazionali o regionali, nonché i territori di protezione esterna dei parchi" ("Legge Galasso") consente l'escavazione anche oltre i 1.200 m s.l.m. e nelle aree del Parco naturale regionale delle Alpi Apuane. Per questo nel 2020 il partito Europa Verde, che si prefigge la chiusura delle cave ricadenti nel parco e l'abrogazione delle deroghe regionali, ha sollevato la questione nelle sedi istituzionali e ha proposto un referendum abrogativo riguardante tali norme regionali.
A causa della tutela ambientale ritenuta insufficiente, Il Fatto Quotidiano ha definito Parco naturale regionale delle Alpi Apuane un "parco regionale burla".
Anche da un punto di vista escursionistico, alpinistico e speleologico, le Apuane sono un territorio di grande valore, ricco di sentieri, vie ferrate (quella del Monte Procinto, aperta nel 1893, è la più antica d'Italia), vie d'arrampicataparticolarmente interessanti, cavità carsiche, rifugi e bivacchi, la cui stessa esistenza è spesso minacciata dall'attività cave. La rete escursionistica apuana ha già subito importanti danni a causa dell'attività delle cave, con sentieri chiusi o spostati; fatto che costituisce anche un rischio per la sicurezza degli escursionisti. Inoltre nella catena montuosa si trovano diverse tappe del Sentiero Italia. Numerose sono anche le antiche vie e cammini presenti, tra i quali la Via Vandelli e la Via del Volto Santo.
Inoltre, in aggiunta al danno paesaggistico dovuto alla modifica irreversibile dei luoghi, anche la stessa presenza di macchinari e infrastrutture industriali delle cave, costituiscono una fonte di inquinamento visivo di un'area di elevato valore paesaggistico.
Infine, il -seppur parziale- ripristino ambientale con rimodellamento morfologico delle cave al termine della concessione, pur essendo obbligatorio per legge, viene raramente attuato, lasciando talvolta in abbandono addirittura gli stessi macchinari dismessi.
I danni paesaggistici pesano anche sul settore turistico che, nonostante le potenzialità del territorio, è assai meno sviluppato che nel resto della Toscana.

#### Distruzione del patrimonio storico-culturale
Le Alpi Apuane sono ricche di testimonianze storiche, artistiche, archeologiche e culturali anche molto antiche, essendo tra le poche regioni d'Italia in cui siano rimaste sicure tracce della civiltà paleolitica. Sono presenti inoltre testimonianze storiche che coprono un arco temporale che va dalla prima età del ferro, alla civilizzazione dei liguri apuani, a quella romana, al medioevo e all'età moderna e contemporanea, alcune delle quali legate alla stessa attività estrattiva.
Infatti l'estrazione di marmo apuano ha avuto inizio da prima dei Romani, pertanto si trovano nella catena montuosa testimonianze storiche legate dell'antica attività mineraria, tanto che il bacino marmifero di Carrara fu inserito nel 2006 nella Tentative list delle candidature alla lista dei patrimoni dell'umanità. Purtroppo molti di questi reperti sono andati distrutti a causa dell'attività estrattiva moderna o sono minacciati e scarsamente valorizzati per lo stesso motivo, come nel caso della Cava di Fossacava, la cava di origine romana più grande d'Europa, la cui gestione ha suscitato le critiche di Italia Nostra e altre associazioni. Anche nell'area di Fantiscritti sarebbero state distrutte per sempre, dall'attività estrattiva, testimonianze archeologiche di grande valore. Secondo lo scalatore Renzo Gemignani, profondo conoscitore delle cave apuane, sarebbe in corso un sistematico occultamento e distruzione di testimonianze storiche, al fine di non limitare l'attività estrattiva, nel disinteresse delle istituzioni. Anche se da molti anni si era a conoscenza della presenza di semilavorati di epoca romana all'interno di cave attive e di depositi privati, il loro censimento da parte della Soprintendenza è iniziato solo nel 2023.
Molte infrastrutture minerarie di archeologia industriale, e che sarebbero potute essere considerate parte del paesaggio culturale, sono state in gran parte distrutte dalla moderna escavazione; è il caso ad esempio della Ferrovia Marmifera, in gran parte smantellata o abbandonata, sulla quale Paolo Rumiz ha realizzato nel 2011 un reportage per Repubblica e di vari edifici antichi annessi a cave. Per tutelare i beni storici apuani legati all'antica attività estrattiva, nel 2000 è stata decretata l'istituzione del Parco Archeominerario delle Alpi Apuane, la cui effettiva istituzione è tuttavia sospesa dal 2006, nonostante i pareri favorevoli degli enti locali.
Non sono solo le testimonianze storiche legate all'attività marmifera ad essere distrutte e minacciate dalle cave, ma anche l'antica viabilità montana; infatti un tratto della settecentesca Via Vandelli, pur essendo tutelata fin dal 1976 (D.M. 128/76), è stato distrutto dall'attività estrattiva della cava Colubraia Formignacola.
Sono inoltre presenti testimonianze della storia dell'alpinismo anch'esse minacciate, come lo storico Bivacco Aronte che avrebbe dovuto essere demolito a causa dell'attività dalla Cava di Piastramarina, e che fu salvato solo dall'intervento del Ministero della Cultura che nel 2021 l'ha dichiarato "bene di interesse storico ed artistico".
Altre testimonianze storiche delle Alpi Apuane sono legate ad antichi abri usati da pastori, alla Linea Gotica, alle lotte partigiane e alla Seconda Guerra Mondiale, come ad esempio il Parco Nazionale della Pace di Sant'Anna di Stazzema, il Parco della Resistenza al Monte Brugiana e il Sentiero della Libertà a Molazzana. Nel 2023 è stato inaugurato il Parco Culturale delle Apuane, comprendente anche l'abitazione dove Fosco Maraini trascorse i suoi ultimi anni, fortemente voluto dal C.A.I..
Nel 2017 fu richiesta la riapertura delle cave situate in prossimità al Palazzo Mediceo di Serravezza, patrimonio dell'umanità UNESCO, con grave danno paesaggistico. Anche grazie alla mobilitazione dei cittadini, la richiesta fu respinta.

### Impatti sociali

#### Impatto sulla qualità della vita delle popolazioni locali

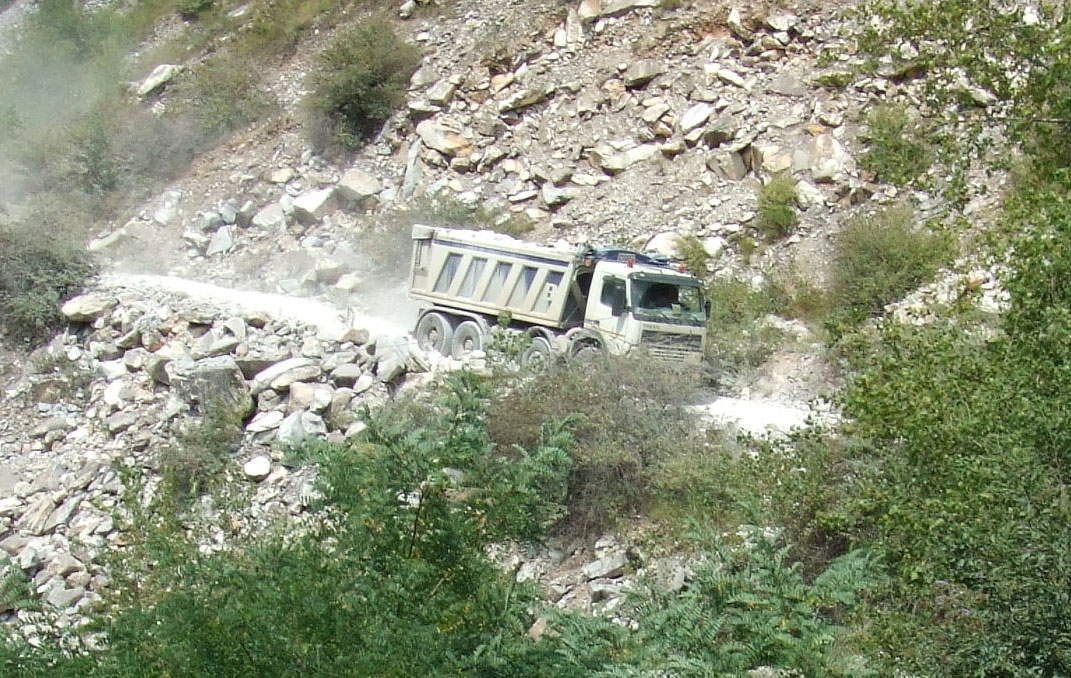
Il trasporto su gomma dei blocchi di marmo e degli sfridi di lavorazione costituisce un notevole impatto negativo indiretto dell'attività estrattiva

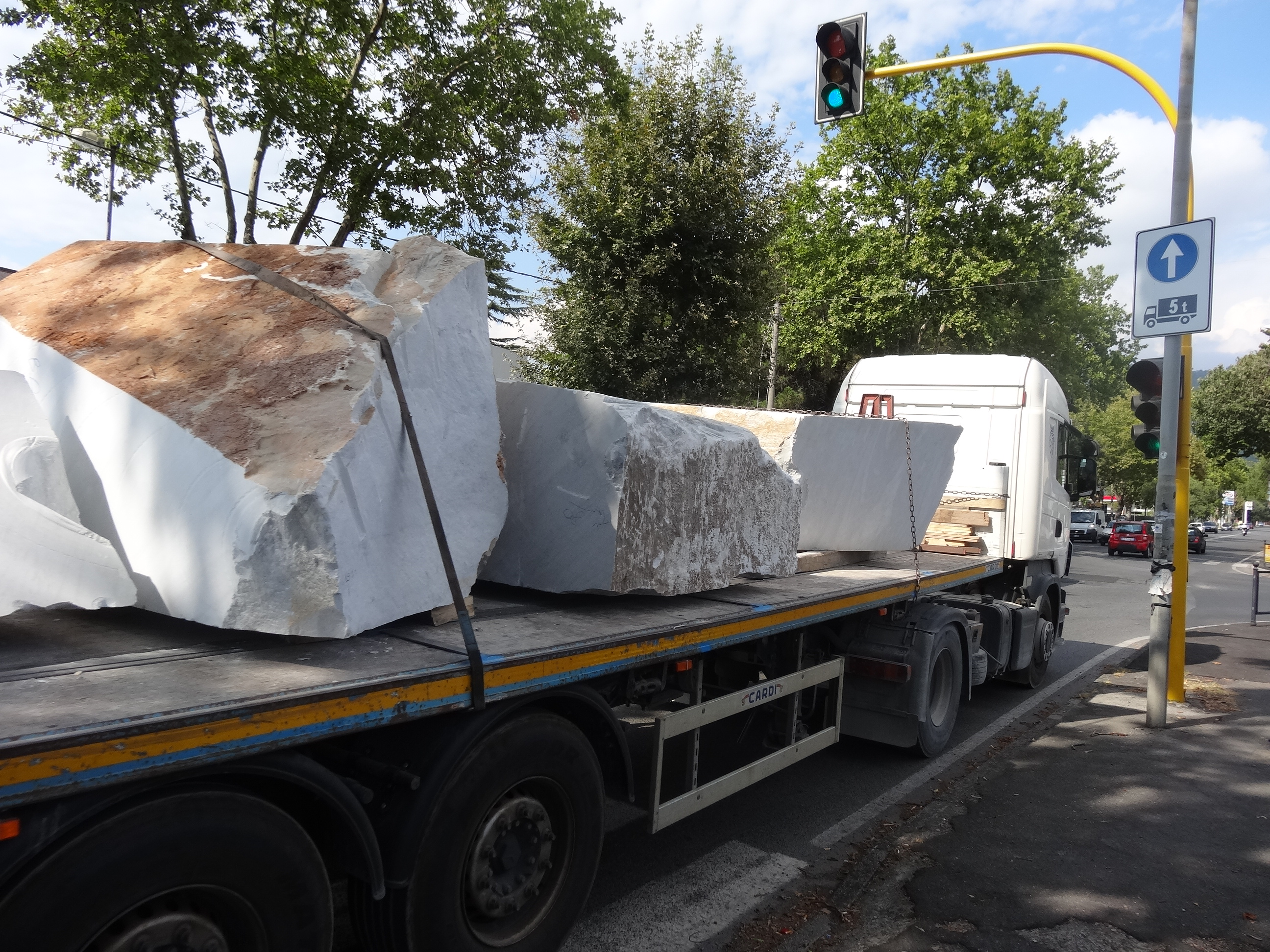
Il rischio di incidenti stradali, anche gravi o gravissimi, e il consumo del fondo stradale sono tra le ricadute negative delle cave sul territorio apuano

La qualità della vita della popolazione locale è minacciata sia dagli effetti diretti dell'attività estrattiva che comportano un rischio per la salute, quali inquinamento e dissesto idrogeologico, sia per i danni ambientali, paesaggistici e al patrimonio storico-culturale, sia infine per gli effetti indiretti di tale attività. Tale fonometro è così rilevante da portare le Alpi Apuane ad essere indicate come un esempio di zona di sacrificio.
Infatti, elevati impatti negativi indiretti delle cave che ricadono sul territorio apuano sono quelli legati all'intenso trasporto su gomma del materiale estratto: incidenti stradali (compresa la perdita di carico dei camion), inquinamento dell'aria, inquinamento acustico, disagi legati al traffico, a sua volta causa di ulteriore inquinamento, e usura delle strade stesse. Un evento particolarmente disagevole furono i diversi crolli in una strada di Colonnata nel 2018, a causa di una cava vicina.
Per favorire l'attività estrattiva è stata costruita nel 2012 la Strada dei Marmi, riservata alla sola circolazione dei camion e chiusa al traffico comune. I costi manutentivi della strada, soggetta ad elevata usura, sono a carico della comunità in quanto non sono mai stati riscossi i pedaggi inizialmente previsti. A causa delle ingenti spese per la realizzazione di quest'opera, costata circa 119.000.000 €, pagati quasi per intero dal comune di Carrara, la città fu per molti anni una delle più indebitate d'Italia.
A livello economico, i movimenti No Cav pongono anche l'accento sui "costi esterni" delle filiera del marmo, ovvero tutti quei costi che ricadrebbero indirettamente sulla collettività. Secondo uno studio del 2006, diffuso dalle associazioni ambientaliste, per ogni tonnellata di marmo estratto, i costi ammonterebbero a 56 euro per l'azienda e ben 168 euro per la comunità. Un esempio di tali costi, sono le consistenti spese sostenute dai comuni di Massa e Carrara per la manutenzione dei filtri dell'acquedotto, danneggiati frequentemente dalla marmettola.
Sempre nel 2012 fu progettato un tunnel di 5 km sotto il Monte Tambura, la cui reale utilità è stata messa in dubbio da più fonti, ma che avrebbe consentito di cavare un'ingente quantità di marmo. L'opera, fortemente osteggiata da più fronti, non fu realizzata, ma periodicamente viene riproposta.
Il porto di Carrara, utilizzato principalmente per il trasporto di marmi, è inoltre responsabile di un grave problema di erosione della Costa Apuana, i cui costi ed effetti ricadono sulla collettività. Nel 2023 il Consorzio dei Balneari di Marina di Massa si è unito alle associazioni ambientaliste nella protesta contro l'inquinamento da marmettola, che degrada la qualità del mare creando danni al settore turistico, come già segnalato nel 2020 dalla Commissione Tutela Ambiente Montano del CAI, e contro gli ingenti danni dall'erosione costiera. Il 28 gennaio 2025, una grande nave cargo cipriota, abidita al trasporto di pietrame granulato, mentre era in rada davanti al porto di Carrara, è finita alla deriva a causa del maltempo, andando ad impattare sul pontile di Marina di Massa, che è parzialmente crollato a seguito dell'incidente. La nave, da tempo adibita al trasporto di detriti di marmo tra il porto di Carrara e il porto di Genova, era già stata sottoposta a fermo varie volte dalla guardia costiera per irregolarità. Dalla nave incagliata si è inoltre sversato in mare olio, con la conseguente necessità di posizionare panne assorbenti.
Infine, l'attività estrattiva causa frequenti chiusure e interruzione di sentieri, con rischi per chi pratica l'escursionismo e limitazioni nella fruizione della montagna. 

#### Modello economico predatorio, scarsa ricaduta economica sul territorio e freno allo sviluppo turistico

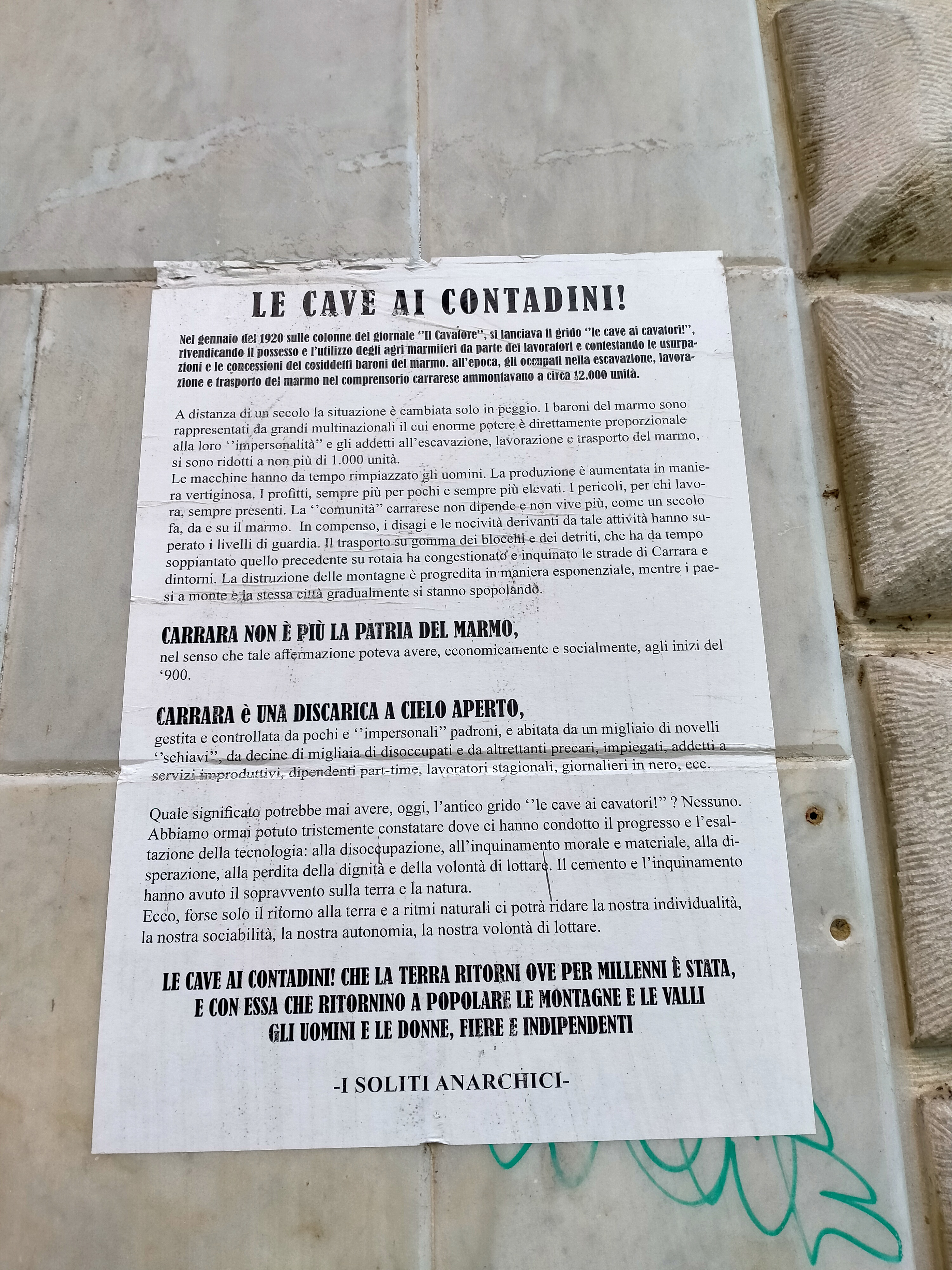
Volantino No Cav di un gruppo anarchico, affisso su un muro a Carrara, 2021

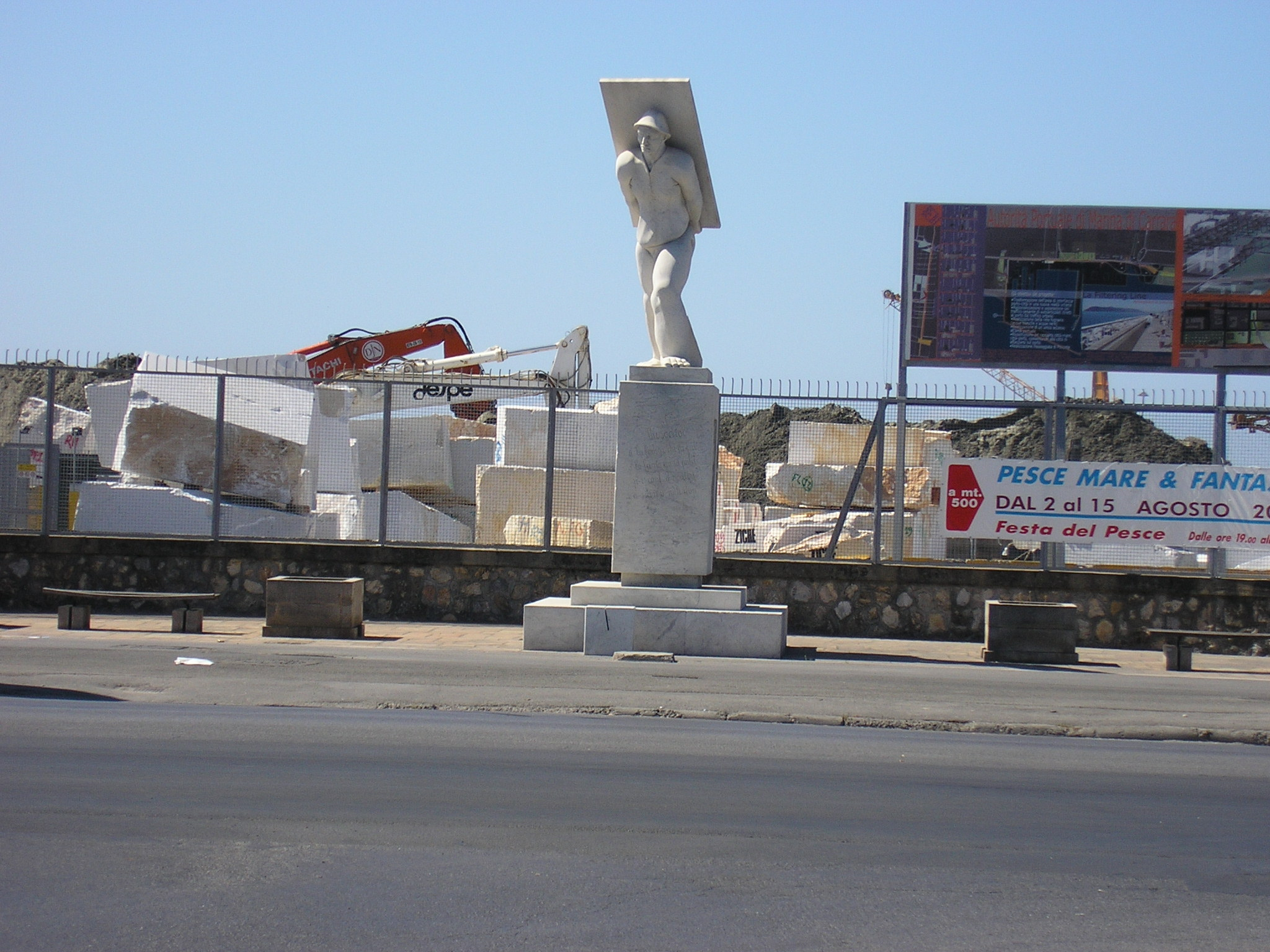
Blocchi di marmo al Porto di Marina di Carrara

Secondo alcuni osservatori, tra i quali Il Sole 24 Ore, l'impatto economico positivo della filiera del marmo sul territorio è sempre più esiguo. Anche sul fronte dell'occupazione, il settore sarebbe in calo: secondo il Corriere della Sera, il numero degli occupati diretti nelle cave sarebbe passato da 16.000 negli anni '50 a circa 1.000 oggi. Nonostante questi dati, le aziende lapidee continuano a fare pressione sulle istruzioni tramite il ricatto occupazionale, cioè minacciando licenziamenti in caso di limitazioni all'attività estrattiva. Le cave sarebbero quindi passate da essere una risorsa economica per il territorio, a un freno al suo sviluppo, e oggi la provincia di Massa-Carrara risulta essere la più povera della Toscana.
Eppure, mentre nel 1920 si estraevano meno di 100.000 tonnellate annue di marmo, oggi si arriva a 5 milioni.
Inoltre la maggior parte del marmo estratto in blocchi non è più lavorata a Carrara né in Italia e il comparto delle lavorazioni lapidee offre sempre meno lavoro, peraltro mal retribuito e in condizioni di sicurezza che sono state sovente ritenute insufficienti. Il marmo, in gran parte grezzo o semilavorato, è esportato in massima parte al di fuori dell'Europa. Ad esempio, la città di Asgabat, in Turkmenistan, nel 2013 è entrata nel Guinness Word Record come la città al mondo con più edifici rivestiti in marmo di Carrara, in larga parte proveniente dal Bacino di Lorano, nelle Alpi Apuane.
Secondo dati dell'Istituto Studi e Ricerche della stessa camera di commercio di Carrara, "la quota in assoluto maggiore di marmo grezzo finisce in Cina e, in misura minore, in India. Il marmo di qualità inferiore viene esportato nei paesi del bacino mediterraneo. Il marmo lavorato – che ha un valore alto – è destinato ai mercati degli Stati Uniti, del Canada, dell’Arabia Saudita e degli Emirati Arabi Uniti, il carbonato di calcio, invece, rappresenta una categoria a sé, che esce dal territorio sotto la voce "prodotti chimici"". I laboratori artistici e artigianali di lavorazione del marmo, che hanno valso a Carrara il titolo di Città creativa UNESCO "per le arti popolari e l'artigianato", un tempo numerosi, sono oggi in declino.
Inoltre, secondo alcuni media nazionali, le casse pubbliche avrebbero un incasso minimo dall'attività estrattiva e talvolta non verrebbe corrisposta neanche la totalità di quanto dovuto. Nel 2024 per ogni tonnellata di marmo, il cui valore di mercato va da un minimo di 150 € (qualità scarsa) a un massimo di 10.000 € (statuario di qualità top), le casse pubbliche incassano meno di 5 €.
A queste considerazioni, vanno poi aggiunti i "costi esterni" della lavorazione del marmo, cioè quei costi indiretti a carico della collettività, che sarebbero circa il triplo di quelli sostenuti direttamente dalle aziende minerarie.
Alcuni osservatori si sono riferiti agli effetti del comparto lapideo sul territorio apuano come ad un esempio di "capitalismo predatorio", arrivando a paragonare la realtà economica locale a quella tipica delle colonie. Raul Zibechi, ad esempio, ha parlato di "sintonia del modello estrattivista con l’esperienza coloniale" affermando che "nella sfera economica, l’estrattivismo ha prodotto economie di enclave simili a quelle indotte nelle colonie". Infatti, la proprietà di numerose cave è in mano a multinazionali straniere, tra i quali la famiglia Bin Laden. In particolare, attualmente circa il 50% delle cave di marmo carraresi sono gestite dalla “Cpc Marble e Granite Ltd”, azienda della famiglia Bin Laden con sede a Cipro, attraverso la controllata “Marmi Carrara”.
La scarsa attenzione per il territorio e per gli stessi lavoratori delle cave è un tema di vecchia data, se si pensa che già Charles Dickens, quando visitò le cave di Carrara nel 1845 rimase colpito dall'arretratezza del sistema produttivo, tanto da accusare il Duca di Modena, allora signore della città, di averla abbandonata, come riportato nel suo libro Pictures from Italy.
La presenza dell'attività mineraria, per sua natura non rinnovabile e considerata non sostenibile, è inoltre considerata un freno ad ogni modello di sviluppo economico alternativo e rinnovabile, che valorizzi le potenzialità turistiche ed agroforestali delle Alpi Apuane. Inoltre la presenza delle cave limita anche lo sviluppo del turismo balneare e costiero, sia per l'inquinamento marino che per il danni paesaggistici che crea, che per la presenza del porto di Carrara, utilizzato principalmente per il trasporto di marmi, che è causa di un grave problema di erosione della Costa Apuana.
Va notato infine che lo status giuridico della proprietà di molte cave apuane è piuttosto complesso e trae origine dai concetto di "beni estimati" e da un editto della contessa Maria Teresa Cybo Malaspina del 1751. Sebbene nel 1995 la Corte Costituzionale avesse disposto che le concessioni delle cave fossero sempre temporanee, nell'ottobre 2016 ha accolto parzialmente il ricorso di alcune società private, tra le quali Omya, contro la Legge Regionale 35/2015 che avrebbe assimilato le cave tra i beni indisponibili comunali, stabilendo che alcune (le più "antiche") fossero da ritenersi di fatto "private", altre "pubbliche" ed altre ancora con quote variabili dei due regimi, nonostante l'appello di numerosi intellettuali contro la presunta "privatizzazione". La corte ha inoltre chiarito che legiferare su tale argomento è di competenza statale e non regionale, perciò il 12 ottobre 2021 il Movimento 5 Stelle ha chiesto la calendarizzazione della discussione parlamentare sulla Legge Regionale Toscana 35/2015, al fine di incorporare i "beni estimati" nei demani comunali. Legge criticata anche da Legambiente, secondo la quale avrebbe consentito ai gestori delle cave di eludere l'obbligo europeo di sottoporre a gare pubbliche le concessioni.
La Cassazione ha inoltre escluso nel 2018 che possa essere applicato l'usucapione sugli agri marmiferi.
Alcune cave site nei comuni di Vagli Sotto e Stazzema (Arni) insistono su terreni ad uso civico, nonostante che su essi sia proibita l'attività di escavazione, ai sensi della sentenza n. 6132 del 21 Settembre 2021 della Corte d'appello di Roma. È questo il caso del Monte Altissimo, sul quale si continua a escavare senza titolo per farlo. 

#### Infiltrazioni mafiose e diffusa illegalità

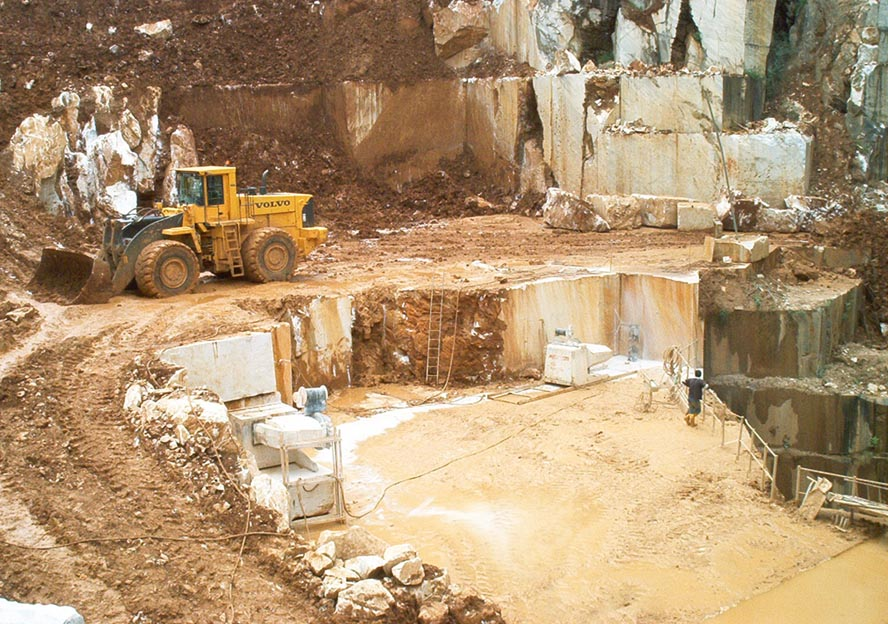
Nelle cave delle Alpi Apuane sono frequenti le violazioni ambientali e altre condotte illegali

Negli anni '80 e primi anni '90 ci fu infiltrazione mafiosa di Cosa Nostra nelle cave apuane, come confermato dal pentito Leonardo Messina al giudice Borsellino, e poi ricostruito in diverse inchieste del giornalista Enrico Deaglio e nel libro Gli anni bui della Repubblica dell'ex finanziere Piero Franco Angeloni, che prese parte alle indagini dell'epoca. Infiltrazioni che nel 2023 sono state approfondite anche nel programma televisivo FarWest, in onda su di Rai 3 e in seguito oggetto d'una Commissione parlamentare antimafia.
Secondo tale ricostruzione, nel 1982 Raul Gardini fece entrare Cosa nostra nella Società Calcestruzzi, capofila del Gruppo Ferruzzi del suocero Serafino Ferruzzi, tramite la partecipazione di quest'ultima nella Società Generali Impianti di Palermo, che faceva capo ai fratelli Antonino e Salvatore Buscemi, uomini di Totò Riina, boss del Clan dei Corleonesi di Cosa nostra, al fine di riciclare denaro. Alla gestione delle cave Buscemi avrebbe messo suo cognato Girolamo Cimino e Rosario Spera, anch'esso suo parente. I boss palermitani Salvatore Buscemi e Francesco Bonura, fidi uomini di Riina, sedevano nel CDA della Calcestruzzi.
Nel 1987 quando alcune società lapidee furono privatizzate, su consiglio di Lorenzo Panzavolta detto “Panzer”, socio di Ferruzzi, il Gruppo Ferruzzi acquisì la IMEG (Industria Marmi e Graniti), all’epoca parte di Eni, e la SAM (Società Marmi Apuane), che controllavano oltre il 50% di tutte le cave apuane. Lo stesso Buscemi avrebbe partecipato di persona ad almeno una riunione operativa a Carrara. 
Sarebbero inoltre state date tangenti ad alcuni politici al fine di assicurarsi una serie di appalti pubblici in Sicilia legati alla desolfazione e smaltimento dei rifiuti delle vecchie centrali Enel, nel quale si impiegava granulato di marmo, che Gardini si aggiudicò, e che furono più tardi oggetto della maxinchiesta Mani Pulite. La mafia avrebbe gestito anche il traffico illegale di rifiuti, in particolare attraverso le cosiddette "navi dei veleni" in partenza dal Porto di Carrara e di La Spezia, le quali caricavano anche granulato di marmo, forse utile a schermare rifiuti radioattivi.
A seguito dell'omicidio dell'imprenditore Alessio Gozzani, avvenuto poco dopo un battibecco in pubblico tra lui e Cimino, l’allora sostituto procuratore di Massa-Carrara Augusto Lama avviò delle indagini sulle infiltrazioni mafiose a Carrara, ma l'inchiesta venne fermata dall'allora ministro Claudio Martelli in quanto Lama fu oggetto di un provvedimento disciplinare del Consiglio superiore della magistratura a seguito di un esposto per sue esternazioni su possibili coinvolgimenti mafiosi del gruppo Ferruzzi.
Il radicamento della criminalità organizzata in città è testimoniato anche dall'omicidio dell'ingegnere Alberto Dazzi tramite un'autobomba nel 1991. Il fascicolo consegnato nell’agosto del 1991 alla procura di Palermo da Augusto Lama, e relativo ai presunti rapporti tra la mafia siciliana e il gruppo Ferruzzi fu tuttavia archiviato il primo giugno del 1992, subito dopo la strage di Capaci, e Gioacchino Natoli, pubblico ministero del pool antimafia di Palermo all'epoca dei fatti ne avrebbe ordinato la distruzione. A inizio 2024 i nastri delle intercettazioni, privi delle relative sbobinature, furono invece rinvenuti e Natoli fu ascoltato dalla Commissione nazionale antimafia relativamente al presunto insabbiamento dell'indagine di Augusto Lama. Il fascicolo dell'indagine di Lama, contenente anche 27 bobine di intercettazioni ambientali, non sarebbe infatti stato distrutto sarebbe stato ma inviato alla procura di Lucca, poi a Firenze ed infine al tribunale di Roma, dove fu infine rinvenuto nel 2024. Un'altra parte di intercettazione e alcuni brogliacci furono invece rinvenuti a Palermo. Nell'estate 2024, nell'ambito della più ampia indagine dalla procura di Caltanissetta sul presunto insabbiamento dell’inchiesta mafia-appalti, alla quale lavorava nel 1992 il giudice Paolo Borsellino, Natoli e Giuseppe Pignatone, ex procuratore di Roma, furono iscritti nel registro degli indagati proprio il presunto insabbiamento del fascicolo di Augusto Lama.
Dal 1990 al 1992, Giuseppe Madonia, vice di Riina, abitò proprio a Massa in località Poveromo.
Una parte dell'esplosivo utilizzato nelle bombe del 1992-1993 e in particolare nella strage di Capaci del 1992 era Euranfo 70 utilizzato nelle cave che, secondo alcune ipotesi, sarebbe arrivato dalle cave apuane.
Nel 1994 Panzavolta venne accusato dalla Procura di Massa di evasione fiscale nella cessione della SAM-IMEG a David Fischer e Cesare Petacchi.
Nel 1994 il bivacco Lusa-Lanzoni sul Monte Corchia fu completamente distrutto da un incendio pochi giorni dopo il sequestro da parte della magistratura della vicina Cava dei Tavolini per violazioni ambientali.
Nel 1998 la fallita SAM-IMEG, dalla quale sarebbe nata la Società Marmi Carrara, passò ad alcuni imprenditori tra cui Enrico Bozzani e, dopo vari passaggi di mano, poco trasparenti secondo l'Assemblea Permanente Carrara, nel 2009 Bozzani cedette le sue quote a Franchi Umberto Marmo e Rossi Marmi. Nel 2014 il 50% delle quote della Società Marmi Carrara passarono al principe Bakr Bin Laden, della famiglia Bin Laden che nel 2017 venne arrestato per corruzione in Arabia Saudita.
Nel 2008 l’imprenditore Tommaso Coppola, ritenuto vicino al boss Matteo Messina Denaro, ordinò dal carcere, dove si trovava, di reintestare alcuni beni, tra i quali un deposito di marmo a Massa della società trapanese Gms Import Export Srl per aggirare l'ordine di sequestro emesso dal gip di Palermo.
Nel 2009 ci furono una serie di sabotaggi e danneggiamenti ad aziende del settore lapideo, considerati regolamenti di conti malavitosi.
Tra gli anni 2000 e i primi anni 2010 avvenne inoltre l'infiltrazione mafiosa di famiglie della 'ndrangheta, che controllavano alcune aziende della filiera lapidea, tramite le quali gestivano anche il traffico illecito di rifiuti, come ricostruito dall'Assemblea Permanente Carrara in collaborazione con i giornalisti Pier Paolo Santi e Francesco Sinatti. Infatti, già in una relazione del 2009 della magistrata della Direzione distrettuale antimafia di Genova, Anna Canepa, si lanciava l'allarme per l'infiltrazione 'ndranghetista nel settore.
Secondo una relazione della DIA del 2011, alla costruzione della Strada dei Marmi avrebbero partecipato anche aziende e persone "ricollegabili o ritenuti affiliati alla consorteria Comberati-Garofalo” (‘ndrina di Petilia Policastro, provincia di Crotone). Inoltre ci sarebbe stata la “costante presenza” dei membri della famiglia Sicilia (ritenuta affiliata ai Comberati-Garofalo) e la “non episodica partecipazione ai lavori” della famiglia Marino, ritenuta vicina alla criminalità organizzata della fascia ionica e reggina e la partecipazione ai lavori anche di una società riconducibile a Giuseppe Ceravolo, arrestato nel 2010 dal gip di Reggio Calabria per associazione mafiosa.
Nel 2012 Legambiente chiese l'istituzione di una Commissione parlamentare antimafia sulle cave apuane.
Nel 2016 fu aperta l'inchiesta "Black Marble" su un giro d'evasione fiscale alle cave e diverse indagini per violazioni ambientali.
Nel 2017 la Regione Toscana commissionò alla Scuola Normale Superiore di Pisa uno studio su mafia e corruzione nella regione e le cave apuane risultarono essere un'area a forte rischio.
Sempre nel 2017, le cave apuane vennero citate in un un’audizione della "Commissione parlamentare di inchiesta sui rifiuti" in quanto Aldo Giubilaro, procuratore di Massa-Carrara, dichiarò: "[...]alle cave, venendo specificamente ai rifiuti, c’è tutto. Tranne gli omicidi volontari c’è ogni cosa, quindi anche il problema dei rifiuti, in questo caso direi particolarmente grave e delicato".
A inizio 2018 Alberto Franchi, amministratore delegato della Franchi Umberto Marmi, una delle più grandi aziende lapidee apuane, fu aggredito, malmenato e minacciato nella sua villa, ufficialmente per scopo di rapina. Tuttavia, secondo l'Assemblea Permanente Carrara, in realtà l'aggressione sarebbe da ricondurre a un regolamento di conti nell'ambito di riciclo di denaro per la criminalità organizzata. Nel 2919 Alberto Franchi, Andrea Rossi dell'azienda Il Fiorino e altri, furono oggetto di un decreto di interdizione e di sequestro preventivo a seguito di un'indagine della guardia di finanza.
Il 1º ottobre 2018 Gino Angelo Lattanzi, dirigente del dipartimento sindacale CNA Liguria denunciò la forte presenza 'ndranghetista nell'area di Massa e Carrara, segnalata dall'aumento di tutti gli indicatori di fenomeni relativi alla presenza mafiosa. Nelle sue argomentazioni citò anche possibili collegamenti delle presunti navi affondate con materiale radioattivo nel mediterraneo che negli anni novanta sarebbero passate anche dai porti toscani e al fatto che i detriti di marmo prodotti nel carrarese siano degli ottimi schermanti radioattivi e che potrebbero essere stati utilizzati nella cosiddetta Terra dei fuochi in Campania. Lattanzi aveva già lanciato i primi allarmi sulla presenza di criminalità organizzata nelle imprese del lapideo fin dal 2008, sostenendo peraltro che i capitali della malavita producevano, tra le altre cose, concorrenza sleale verso altre aziende del settore.
Nel report del 2020, l'Osservatorio mediterraneo sulla criminalità organizzata e le mafie, della Fondazione Caponnetto, riportò la presenza in provincia di Massa-Carrara di numerosi gruppi di criminalità organizzata.
Il 17 febbraio 2021 l'auto del presidente del Parco naturale regionale delle Alpi Apuane, Alberto Putamorsi, andò a fuoco nella notte. Nel maggio del 2020 la casa del presidente era stata perquisita nell'ambito di un'indagine per corruzione e appalti truccati nota giornalisticamente come "Sistema Vagli" (dal nome del paese di Vagli Sotto, al centro dell'indagine) e che aveva comportato anche il sequestro di Cava Prispoli. Sospetti per l'incendio furono rivolti sia verso il mondo del marmo, sia verso gli ambientalisti.
Sempre nel 2021, la Commissione ecomafie si occupò del caso dei gessi rossi. Questi sono un rifiuto speciale derivante dalla miscelazione di marmettola, prodotta nelle cave apuane, e fanghi rossi derivanti dalla produzione di diossido di titanio, nei pressi di Scarlino che la Regione Toscana, con alcune deroghe, ha consentito di smaltire come inerte, nonostante le sue caratteristiche inquinanti. La Commissione bocciò tale pratica.
Nel 2022 il prefetto Guido Aprea emise ben nove provvedimenti interdittivi antimafia nei primi mesi dal suo insediamento, in maggioranza contro aziende di estrazione o trasporto marmo. Aprea dichiarò nel 2023: "Abbiamo individuato due rami, uno relativo alla ’ndrangheta e l’altro ai casalesi, cioè alla camorra. La camorra ha interessi nel trasporto e la ’ndrangheta nei settori più classici: estrazione, noleggio, cave e così via."
Inoltre, si sono susseguite negli anni numerose indagini per reati ambientali, in materia di salute e sicurezza, diritto del lavoro, corruzione, evasione, e bancarotta fraudolenta, nonché procedure di interdizione antimafia verso aziende e persone da parte della prefettura, tanto che si sono talvolta evocati presunti "sistemi mafiosi", ad esempio nel libro Terra Bianca di Giulio Milani. L'evasione fiscale avrebbe dimensioni notevoli, non solo a causa delle false dichiarazioni del peso del materiale escavato, ma anche tramite il diffuso metodo di falsificare sulle fatture la qualità dello stesso, riportando un valore molto più basso del reale. Più volte è stata inoltre segnalata una diffusa morosità dei gestori delle cave nel pagamento dei canoni dovuti. Riguardo alle violazioni ambientali, su 60 cave controllate da ARPAT nel 2018, solo 18 sono risultate in regola, mentre sono stati rilevati 38 reati e 43 violazioni amministrative.
A seguito dell'alluvione di Carrara del 2003, ci fu un'indagine per omicidio colposo che coinvolse alcuni imprenditori del marmo e funzionari pubblici, in quanto il letto del torrente Carrione era ostruito da scarti di lavorazione del marmo, ma il successivo processo si concluse per prescrizione. Anche a seguito dell'alluvione del 2014 seguì un'inchiesta che coinvolse sette imprese del marmo.
Gli attivisti No Cav hanno subito negli anni della loro militanza varie minacce, aggressioni e intimidazioni, tra i quali il sabotaggio al veicolo di Sandro Manfredi esponente dell'Assemblea Permanente Carrara e del Presidio Apuane del Gruppo d’Intervento Giuridico nel 2018, fortunatamente senza gravi conseguenze, a seguito del quale fu organizzata una manifestazione di solidarietà.
D'altra parte, invece, le denunce per gli illeciti ambientali commessi nelle cave, fatte dalle associazioni ambientaliste, vengono esaminate dalle autorità con estremo ritardo e nella maggior parte dei casi non hanno alcun seguito, mentre nei rari casi in cui sono state emesse sanzioni, esse erano irrisorie, in un clima di generale impunità per le imprese lapidee. Legambiente ha apertamente accusato le autorità di non applicare la legge per non danneggiare le aziende lapidee e le istituzioni di danno erariale per i continui cambiamenti dei piani di estrazione favorevoli alle imprese.
Inoltre è stata evidenziata la presenza di conflitti di interesse di alcuni politici e di legami di parentela tra questi e gli avvocati che rappresentano gli industriali del marmo.

#### Scarsa sicurezza e numerose morti sul lavoro
L'estrazione lapidea nel bacino delle Alpi Apuane è da sempre un'attività ad elevato rischio, che nel corso dei secoli ha stroncato centinaia di vite. Beniamino Gemignani nel suo libro Il lavoro e i suoi martiri. Nelle cave apuane e di Garfagnana (ISBN 9788871490588) stila una lista dei numerosi infortuni mortali dall'epoca del Ducato di Modena ai giorni nostri, alcuni dei quali hanno coinvolto contemporaneamente numerosi lavoratori. Ad esempio, in uno del 1864 ci furono ben undici morti. L'industrializzazione sempre più spinta del settore comportò un calo degli incidenti mortali, che tuttavia restarono assai numerosi (22 morti nel 1965).
Negli anni 2000 e 2010 ci siamo attestati su una media di un ferito ogni due giorni (1.258 tra il 2005 e il 2015) e un morto l'anno. Per quanto riguarda le cave: uno nel 2006, uno nel 2007, uno nel 2010, uno nel 2012, due nel 2015, quattro nel 2016, nessuno nel 2017, due nel 2018. Nella filiera invece si sono contati 1340 infortuni e tre incidenti mortali, tra il 2006 e il 2018, per un totale di ben quindici decessi in dodici anni, con un picco tra il 2015 e il 2016.
Secondo i dati raccolti dalla ASL locale, tra il 2006 e il 2015 ci sono stati una media di 102 infortuni all’anno nelle cave di Carrara; considerando che gli occupati nei siti estrattivi erano 700-800 persone, significa un'incidenza di un infortunato ogni sette lavoratori. Come riporta il Corriere della Sera, secondo la Lega dei Cavatori questi dati potrebbero essere falsati al ribasso a causa del ricatto occupazionale che spingerebbe i lavoratori a non denunciare gli infortuni.
A partire dal 2006 gli infortuni non mortali erano in calo, ma erano purtroppo in aumento quelli mortali. Tuttavia dal 2021, anno nel quale la Regione Toscana ha interrotto il programma speciale di ispezioni sulla sicurezza nelle cave, anche il numero di infortuni non letali ha ricominciato a crescere.
Oltre al rischio di infortuni, gli addetti alla filiera del marmo e del carbonato di calcio da esse derivato sono esposti anche ad elevati rischi di malattie respiratorie dovute alle polveri dei minerali, come rilevato dall'ISS.
Nella puntata di Report del 21/04/2024 l'imprenditore Alberto Franchi, della Franchi Umberto Marmi Spa definì "deficienti" i cavatori morti o infortunati sul lavoro, sostenendo che la colpa fosse solo loro. Questa e altre affermazioni infamanti sui lavoratori del settore lapideo, scatenarono ampie proteste, scioperi e boicottaggi.

### Inutilità ed evitabilità della distruzione delle Alpi Apuane

#### Uso indegno di un minerale nobile: non più arte, ma additivi industriali

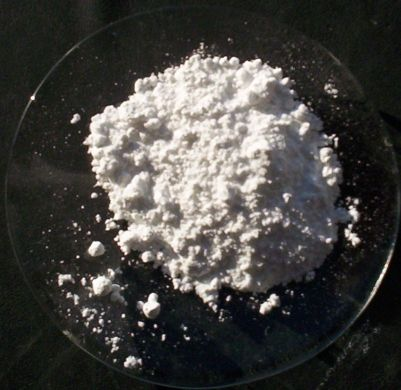
Carbonato di calcio in polvere

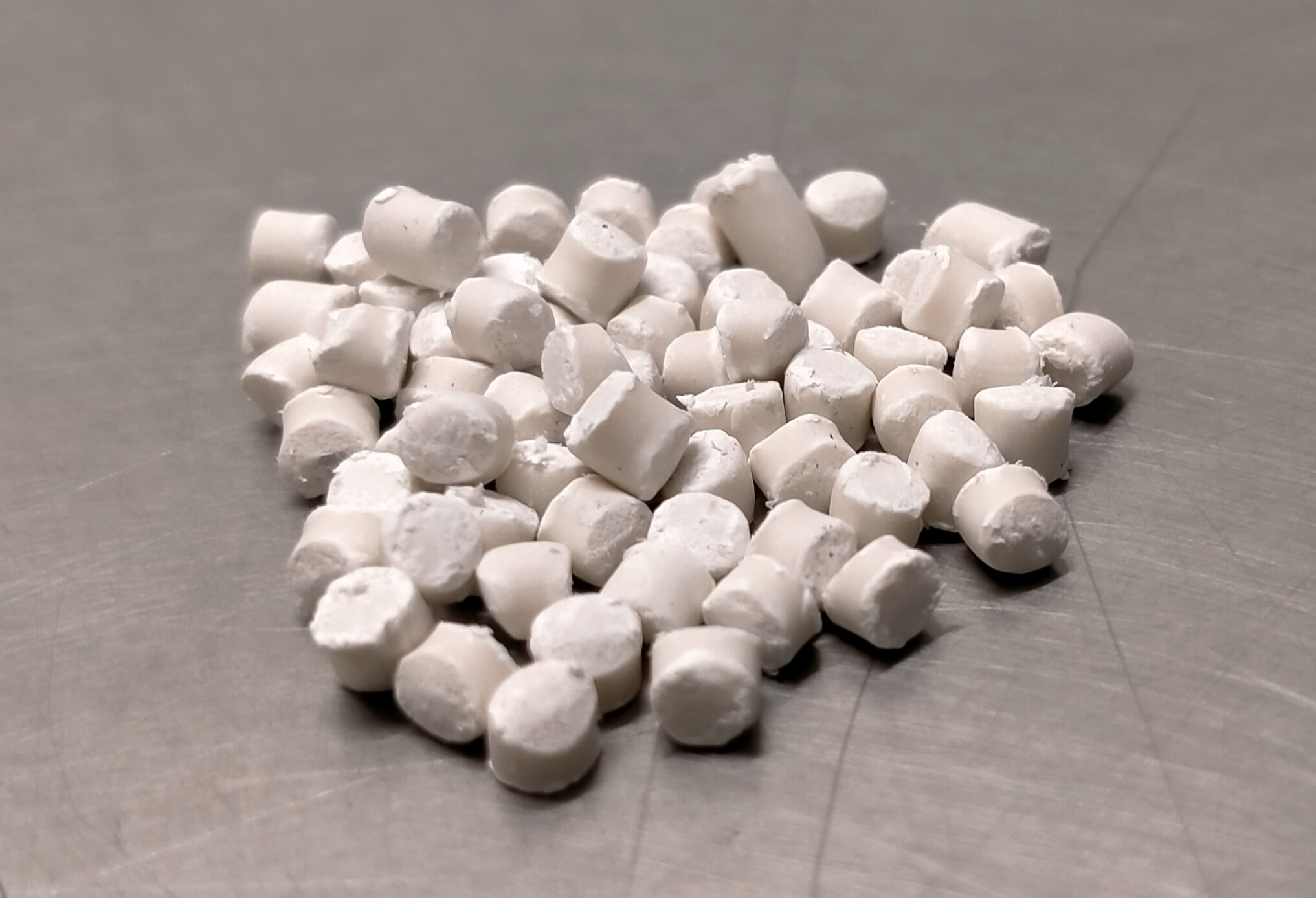
Pellets di masterbatch di carbonato di calcio impiegato nella produzione di plastica

Il fatto che in media circa il 75% dell’estratto nelle cave sia costituito da scaglie successivamente polverizzate per produrre il carbonato di calcio, lavorato da multinazionali quali Omya e Kerakoll e destinato a usi industriali, mentre solo il 25% sia pietra impiegata principalmente nel settore edilizio e che solo lo 0,5% sia ancora usato nel campo dell'arte che ha reso celebre il marmo di Carrara, è un'altra argomentazione spesso usata a favore della chiusura delle cave.
Questa sostanza trova molteplici usi come materia prima per processi industriali (quale ad esempio il processo Solvay), colorante alimentare (E170), pigmento, filler calcareo in edilizia e sicurezza stradale, additivo agricolo (come correttore di pH del terreno, repellente contro le formiche e agente antidisidratazione), additivo chimico per beni di largo consumo ("carica" ovvero riempitivo e inerte) quali carta, plastica, vernici, colle, cosmetici, saponi, dentifrici, ecc. Costituisce circa l'80% di un tipo di plastica esteticamente simile alla carta chiamato "carta di pietra", talvolta pubblicizzata come prodotto innovativo ed ecologico ma fortemente criticata da alcuni osservatori proprio per il suo impatto ambientale. Tali pubblicità sono state sanzionate in Francia come ingannevoli.
Il carbonato di calcio può essere anche miscelato al keu dando luogo ad un conglomerato noto come plastofill, impiegato per la realizzazione di asfalti o come additivo del calcestruzzo.
In alcune cave, specialmente quelle del bacino di Torano, si raggiungono percentuali di detriti, destinati ad essere trasformati in carbonato di calcio, anche del 94%, secondo i dati della pesa pubblica di Carrara. Il problema dell'elevatissima quantità di scarto prodotta dalle cave apuane è ben noto da lungo tempo, tanto che già un articolo di Scientific American del 1907 lo esaminava. Per tentare di mitigare questa situazione, Legambiente ha proposto, come osservazioni ai PABE di Carrara presentati negli ultimi anni, di limitare l'attività estrattiva alle aree con minor fratturazione del marmo e impiegando l'estrazione in galleria a bassa quota, che consentirebbe di raggiungere rapidamente il minerale poco fratturato, anziché l'escavazione superficiale. Tuttavia tale appello è rimasto inascoltato. Infatti, secondo gli stessi industriali, settori promettenti per il futuro delle cave di marmo sarebbero quelli dei riempimenti in mare, scogliere, filtri e tessuti. In certe applicazioni, come l'affinamento di vini, il marmo sarebbe scelto più per l'idea di lusso ed eleganza che esso evoca, piuttosto che per una reale funzione tecnologica.
Nel 2022 il nuovo Piano Cave della Regione Toscana ha imposto una resa minima di blocchi o lastre del 30% (riducibile al 25% in sede comunale) sul materiale commercializzabile per l'ottenimento di una nuova autorizzazione. Gli industriali hanno presentato ricordo al TAR contro tale previsione, perdendolo.

#### Possibilità di ricorrere ad alternative

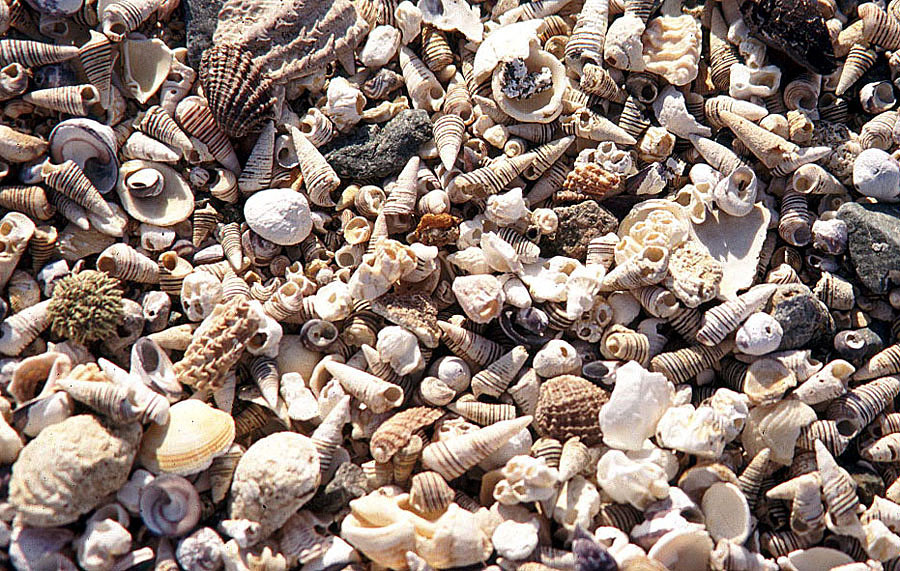
I gusci di molluschi e crostacei, scarti dell'industria ittica, sono una valida fonte alternativa e rinnovabile di carbonato di calcio

Il marmo è un materiale delicato, poroso e dalle scarse proprietà meccaniche, pertanto il suo uso nel campo edilizio è giustificato solo da fattori estetici.
Esistono oggi in commercio materiali alternativi di alta qualità, meno delicati, con proprietà tecniche superiori e molto simili al marmo da un punto di vista estetico.
Inoltre il marmo stesso, come gli altri materiali da costruzione, può essere riciclato, evitando in questo modo di estrarne altro. Materiali in marmo riciclato, eventualmente miscelato con resine sintetiche ("marmo sintetico") sono oggi facilmente reperibili.
Anche il carbonato di calcio può essere ricavato da fonti alternative, come i sottoprodotti dell'industria ittica e delle produzioni alimentari animali in genere: conchiglie, carapaci di crostacei, gusci d'uova, gusci di chiocciole e ossa del bestiame macellato, risorse peraltro rinnovabili, diversamente dai minerali. Anche il riciclo degli inerti provenienti da demolizioni è una potenziale fonte di ingenti quantità di carbonato di calcio da economia circolare, senza ulteriore consumo di risorse non rinnovabili.
In molti prodotti nei quali è usato, come ad esempio i materiali plastici, il carbonato di calcio potrebbe inoltre non essere utilizzato o essere sostituito con altro, in quanto non conferisce alcuna proprietà meccanica ma ha la sola funzione di "carica", cioè quella di aumentare la densità del materiale.

#### Apuane: un sito di rilevanza globale molto fragile, incompatibile con le cave

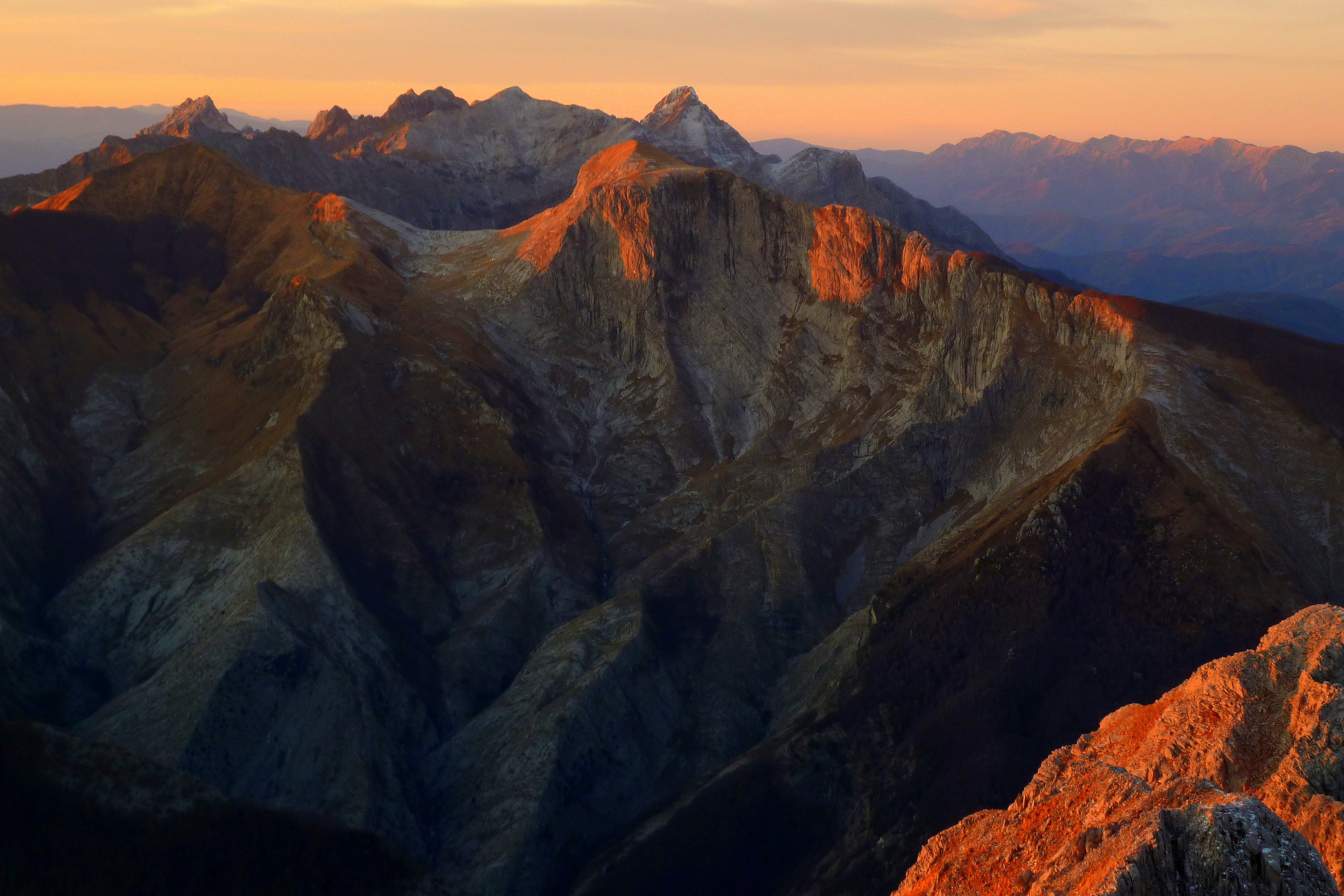
Veduta panoramica delle Alpi Apuane al tramonto

Le Alpi Apuane costituiscono un unicum, di importanza globale, riconosciuto dal loro inserimento nella rete mondiale dei geoparchi UNESCO.
Racchiudono aree di elevata rilevanza naturalistica e paesaggistica e fanno parte del Parco naturale regionale delle Alpi Apuane.
Sono inoltre strategiche, costituendo il più grande acquifero regionale e uno dei più grandi a livello nazionale.
Da queste considerazioni risulta evidente come l'attività mineraria andrebbe svolta in luoghi di minor pregio e a quote minori. Le rocce calcaree sono minerali comuni in Italia e nel mondo, pertanto non è indispensabile mantenere le cave in un ambiente come quello delle Alpi Apuane.

## Proposte
Le posizioni dei vari gruppi No Cav convergono sulla necessità di una tutela ambientale delle Alpi Apuane, ad esempio tramite l'istituzione di un nuovo parco nazionale o il loro accorpamento al già esistente e contiguo Parco Nazionale dell'Appennino Tosco-Emiliano e, soprattutto, sull'obiettivo dalla riduzione o chiusura totale delle cave di marmo.
La maggior parte dei gruppi, come ad esempio Legambiente, C.A.I., Salviamo le Apuane e altri, si prefiggono l'obiettivo della graduale chiusura delle cave che ricadono all'interno del Parco regionale delle Alpi Apuane, senza shock occupazionali, l'inclusione delle Alpi Apuane in un parco nazionale, e l'abolizione delle deroghe regionali in materia di cave. Inoltre cercano una mediazione con gli industriali e un dialogo con le forza politiche e le istituzioni. Altri, come ad esempio Apuane Libere, hanno posizioni più intransigenti, come la chiusura di tutte le cave, comprese quelle esterne al Parco regionale delle Alpi Apuane.
Già nel 2010 Salviamo le Apuane aveva promosso un articolato piano denominato "PIPSEAA" (Piano Programma di Sviluppo Economico Alternativo per le Apuane) per una graduale transizione economica del territorio che gli consentisse di smarcarsi dal marmo senza shock occupazionali. Poi, nel 2016, insieme a un raggruppamento di associazioni, hanno sottoscritto un documento intitolato Manifesto per le Alpi Apuane, nel quale è stato dettagliato un piano di transizione economica verde, per portare il territorio apuano ad affrancarsi dalla filiera del marmo puntando sul turismo e sulle produzioni agroforestali.
L'area ha infatti immense potenzialità turistiche, oggi gravemente sottosfruttate ed esistono già pregiate produzioni agricole e gastronomiche apuane tra le quali è in ascesa negli ultimi anni quella vinicola, in particolare il Candia dei Colli Apuani, che potrebbero essere promosse e potenziate.

## Risonanza mediatica

### In Italia
Oltre ai media locali, che si trattano frequentemente dell'argomento, sono comparsi numerosi articoli di denuncia della situazione ambientale apuana anche su media nazionali, quali Il Corriere della Sera, La Repubblica, Avvenire, Il Fatto Quotidiano, Huffington Post, Internazionale, Il Messaggero, Il manifesto, Il Foglio, Libero, Il Post, Adnkronos, Affari Italiani, Linkiesta, Left, Focus, National Geographic, Il Giornale dell'arte, Arte, Artribune, Altreconomia, La nuova ecologia, Vita, Lavialibera, Dinamo Press e Jacobin Italia.
Anche la RAI si è occupata della "selvaggia escavazione delle Alpi Apuane": in puntate di Report intitolate La banda del buco del 2011 e 2013, e nella puntata del 21/04/2024, in servizi del TG1 nel 2014 e 2015, nel programma Indovina chi viene a cena nel 2022 e nella puntata del 5 febbraio 2024 di Geo.

### All'estero
Per quanto riguarda la diffusione internazionale della causa No cav, anche importanti media stranieri come CBC Television, Newsweek, Reader's Digest, The Guardian, Le Monde, Le Figaro, Deutsche Welle, Arte, TV Svizzera SwissInfo e Pressenza hanno realizzato inchieste sui danni ambientali delle cave. Nel 2012 un articolo sul tedesco Der Spiegel ha suscitato grande interesse in Germania.

## Il "disastro apuano" nella cultura di massa

### Film e TV
- Cosa c'è sotto le nuvole, documentario del 2004 diretto da Alberto Grossi presentato al Trento Film Festival.[442]
- Aut Out, documentario del 2010 diretto da Alberto Grossi finalista al Trento Film Festival.[443][444]
- Apuane, le montagne d'acqua, documentario del 2011 di Valter Torri, premio del pubblico al Sondrio Film Festival.[445][446]
- Antropocene - L'epoca umana, docufilm canadese del 2018 distribuito in tutto il mondo, dove quello delle Alpi Apuane compare tra i 43 maggiori disastri ambientali contemporanei[447], e che ha dato alla causa No Cav una visibilità globale.
- Cave Canem, documentario del 2019 diretto da Alberto Grossi sugli impatti dell'escavazione nelle Alpi Apuane.[448]
- Carie, documentario del 2020 diretto da Achille Mauri, Marzio Nardi e Federico Ravassard, a cui hanno seguito anche una mostra, una fanzine e dibattiti tematici, ha posto l'attenzione sull'impatto paesaggistico delle cave apuane e su una loro potenziale riconversione in ottica turistico-sportiva.[449]
- L'altra faccia della montagna, documentario del 2021 di Markus Otz[450], premiato con: Award of Merit di La Jolla, Best Documentary Short all'Hollywood Golden Age Film Festival di New York, Best Director Documentary Feauturette or Short all'Idyllwild International Festival of Cinema e il primo premio al Cinematography Festival del cinema indipendente di Vienna.[451]
- Uomini di pietra, programma televisivo del 2021 realizzata dal canale televisivo DMAX[452], distribuito da Discovery+, relativo all'estrazione del marmo sulle Alpi Apuane, e in particolare nelle cave della società Henraux Spa[453], suscitando le critiche del mondo ambientalista[454] e del C.A.I.[455], in quanto ritenuto uno spot a favore della "distruzione a spese della natura".[456] A fine anno, l'uscita della seconda stagione ha scatenato nuove critiche.[457]

### Libri
- Elia Pegollo, Emozioni apuane. Non solo marmo, Res Edizioni, 2003, ISBN 9788889048009. Libro fotografico realizzato da uno storico attivista No Cav per sensibilizzare il pubblico sul valore ambientale delle Alpi Apuane.
- Giulio Milani, La terra bianca. Marmo, chimica e altri disastri, Laterza, 2015, ISBN 9788858119754. Riguardante gli impatti ambientali delle cave e di altre attività industriali carraresi e la loro presunta gestione illecita.
- Piero Franco Angeloni, Gli anni bui della Repubblica. Aneddoti di vita professionale, Booksprint, 2016, ISBN 9788824900829. Riguardante una presunta infiltrazione di Cosa Nostra nel territorio apuano tra gli anni '80 e il 1992 ripercorrendo le indagini avviate a inizio anni '90 dal giudice Augusto Lama, e al quale ha collaborato lo stesso autore.
- Beniamino Gemignani, Il lavoro e i suoi martiri. Nelle cave apuane e di Garfagnana, Editrice Apuana, 2017, ISBN 9788871490588. Raccolta documentata degli infortuni mortali sul lavoro occorsi nelle cave apuane dall'epoca del Ducato di Modena ai giorni nostri.
- Gianluca Briccolani, L'altezza della libertà. Viaggio tra l'essenziale bellezza delle Alpi Apuane, Polistampa, 2018, ISBN 9788859618997. Racconto testuale e fotografico autobiografico incentrato sulla traversata delle Alpi Apuane compiuta in solitaria dall'autore e contenente numerose osservazioni e ampie riflessioni sul forte impatto paesaggistico e ambientale delle cave apuane.
- Julie Hascoët, Carrara, il crepuscolo della montagna, Éditions Autonomes, 2023, ISBN 9782490487257. Libro fotografico sulla devastazione del territorio apuano.

### Fotografia
- Cave Hominem, progetto artistico del 2012 della fotografa Raffaella Castagnoli, incentrato sull'impatto antropico sulle Alpi Apuane e pubblicato sulla rivista LensCulture[458].
- Apuan Carbonate, progetto artistico del 2015 del fotografo Andrea Foligni, incentrato sulla scomparsa delle Apuane trasformate in carbonato di calcio per beni di consumo. Arrivò tra i finalisti del concorso LensCulture Exposure Awards[459].
- Whiter, progetto artistico del 2017 del fotografo Andrea Foligni, riguardante l'inquinamento da marmettola nei corsi d'acqua apuani. Arrivò finalista al Sony World Photography Awards, sezione Contemporary Issues, e fu esposto a Londra[460].
- White Gold, serie di fotografie di Luca Locatelli del 2018 vincitore del Sony World Photography Awards[461]. Questi scatti furono pubblicati dal New York Times a corredo di un articolo sul marmo di Carrara che, sebbene non affrontasse direttamente il tema dell'impatto ambientale e paesaggistico dell'escavazione, poneva l'accento sulla massiccia diffusione globale del marmo di Carrara per usi edilizi e non più artistici[462].
- Alpi Apuane, progetto fotografico di Primož Bizjak prodotto a partire dal 2014 ed esposto nel 2018 al C.A.P. (Centro Arti Plastiche) di Carrara, relativo all'impatto delle cave apuane[463][464].
- Wolf Mountain, fotografia di Lorenzo Shoubridge (artista che in varie interviste si è espresso contro le cave[465]) raffigurante dei lupi di notte nei pressi del Monte Corchia[466] e vincitrice del Wildlife Photographer of the Year nel 2020.
- Mutant Mountains, reportage fotografico di Manuel Micheli sui profondi cambiamenti in corso nelle Alpi Apuane a causa dell'attività mineraria[180][467][468]
- Carrare, le crépuscule de la montagne, mostra fotografica di Julie Hascoët presso il Musée de la Photographie Charles Nègre, Nizza, per il festival L’Image Satellite, vincitore del Prix Satellite 2023[469]

### Altro
- E se fossimo noi le Alpi Apuane?[470] progetto narrativo e visivo di Garfagnana Dream, illustrato da Naomi Zanardo[471].
- Cave canem, mascherata di gruppo del Carnevale di Viareggio 2026[472]

## Critiche al movimento No Cav

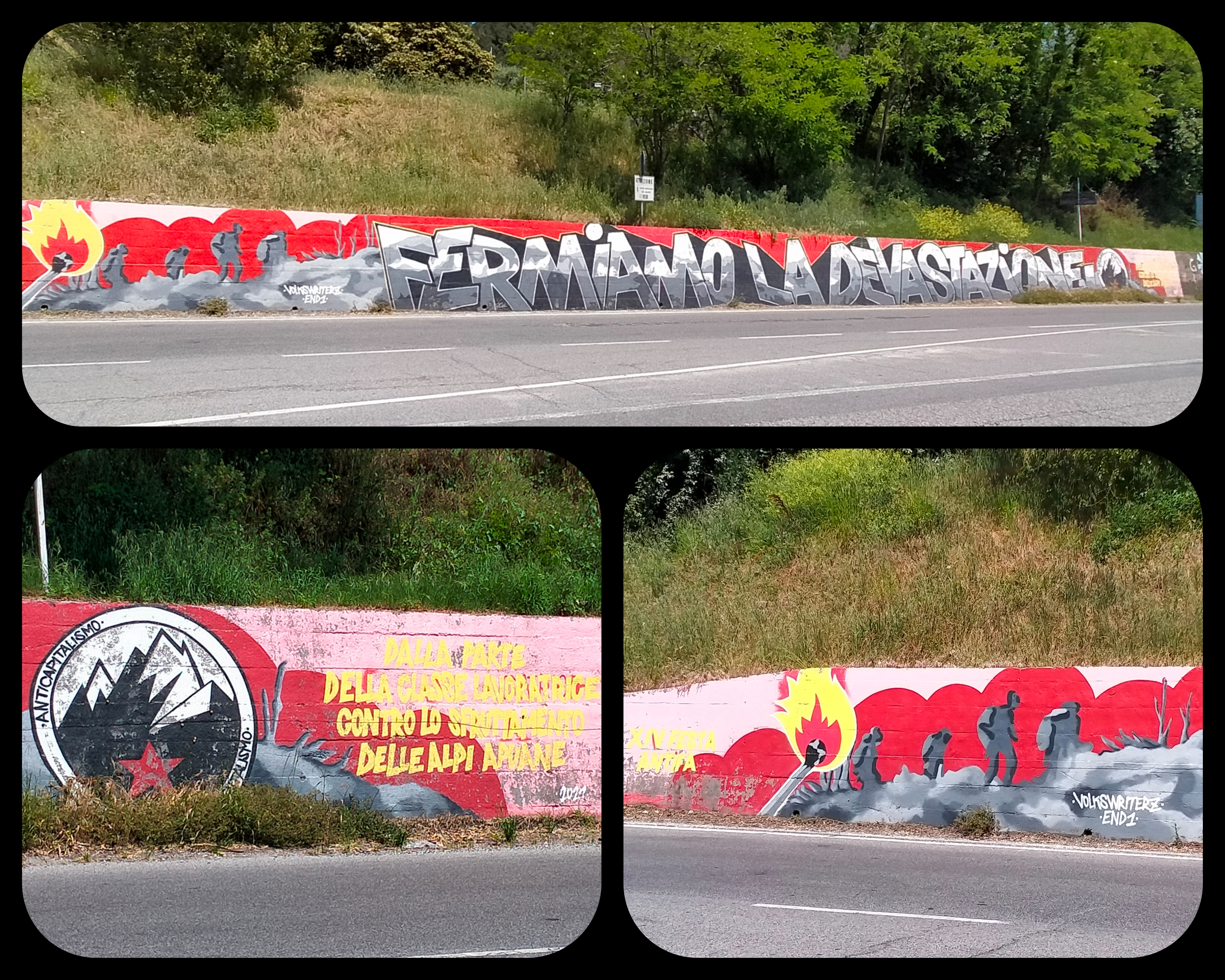
Murale anticapitalista No Cav lungo la Strada Statale SS1 Aurelia presso Montignoso

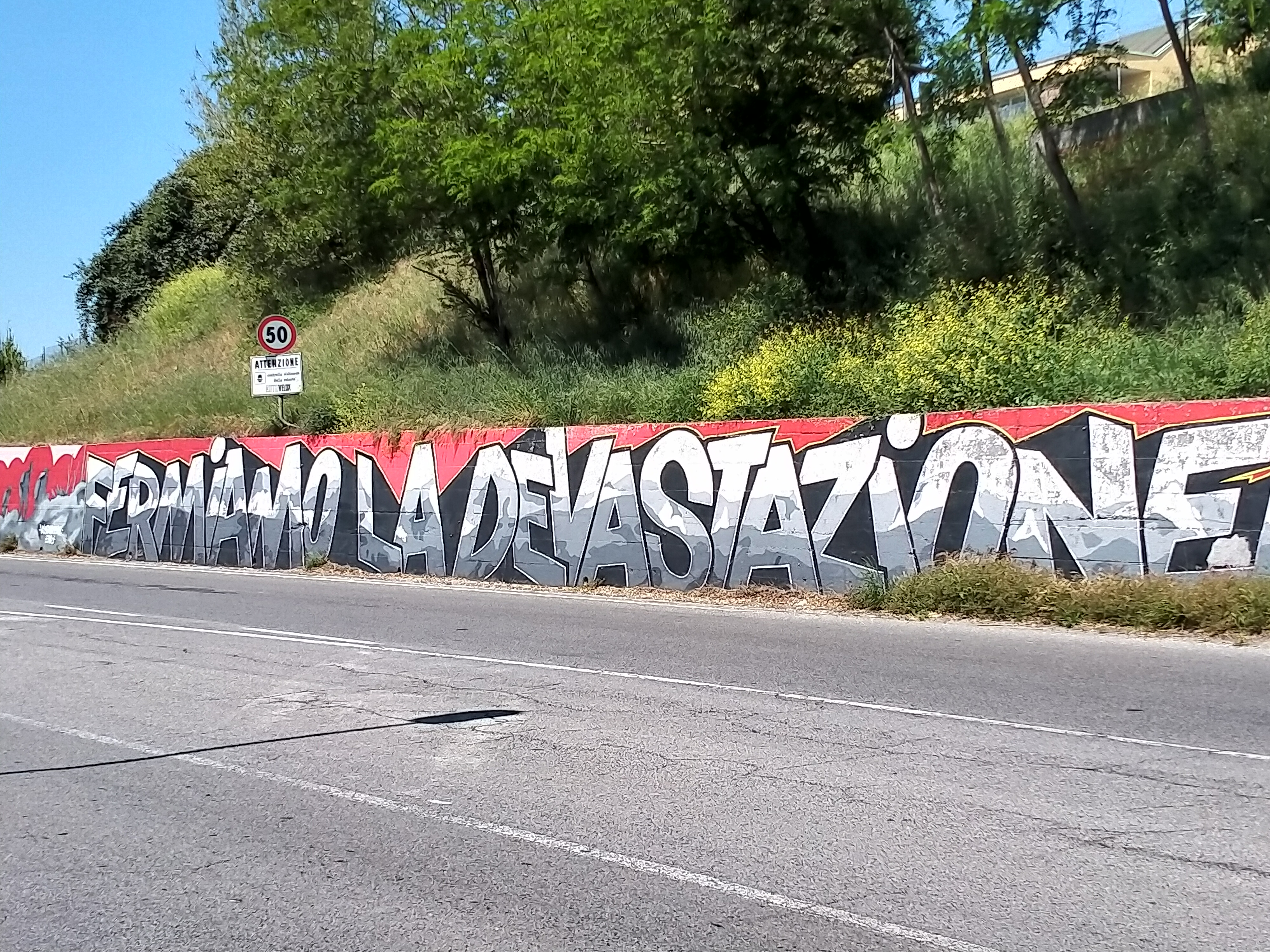
Dettaglio del murale No Cav di Montignoso

Confindustria, alcuni sindacati dei cavatori, partiti politici e amministratori locali e persone favorevoli alla cave hanno mosso critiche al movimento No Cav.
Tra queste, le più comuni riguardano il fatto che le cave generano ricchezza e occupazione che sparirebbero se gli obiettivi dei No Cav venissero raggiunti. Questi ultimi hanno risposto presentando dettagliati piani di riconversione economica, mirati a mantenere se non incrementare l'occupazione e la ricchezza del territorio. Inoltre hanno spesso contestato i dati presentati dagli industriali accusandoli di mettere in atto un "ricatto occupazionale" e di costruire un "falso conflitto ambiente-occupazione".
Un'altra critica che viene mossa al movimento, è quella di diffondere informazioni false o parziali. A tale osservazione, i No Cav hanno risposto presentando dettagliati e corposi dossier, spesso redatti in collaborazione con esperti, come ad esempio il Rapporto Cave di Legambiente.
I sostenitori delle cave ritengono inoltre che i No Cav non rispetterebbero la tradizione e l'identità del territorio apuano, da sempre dedito all'estrazione del marmo. I No Cav ribattono a tale critica evidenziando come l'estrazione tradizionale del marmo sia ormai scomparsa da decenni, a favore della ben più devastante estrazione industriale odierna e che più niente ha a che fare con l'identità storica delle Alpi Apuane. A supporto di ciò, ci sarebbe anche il declino generale del "mito del marmo" anche tra l'opinione pubblica di Carrara stessa, sebbene in questa città rivesta ancora un certo significato identitario, anche se meno spiccato che in passato.
Nel 2018, a seguito della diffusione di uno scambio di email tra la storica attivista Franca Leverotti (membro del GrIG e all'epoca presidente di Italia Nostra) ed alcuni enti pubblici, un industriale del marmo la citò in giudizio per calunnia e diffamazione, ma il tribunale archiviò il procedimento, sostenendo che quanto da lei riportato corrispondesse al vero. Sempre a seguito dello stesso rapporto, una seconda denuncia contro di lei fu fatta dall'allora sindaco Mario Puglia e dal comune di Vagli Sotto, questa volta per danno d'immagine, con una richiesta di risarcimento di 5,5 milioni di euro, spingendo i No Cav a manifestare davanti al tribunale. Nel 2022, al termine di un lungo processo, il Tribunale Civile di Massa stabilì l'insussistenza della richiesta di risarcimento, condannando invece l'ex sindaco Mario Puglia e il Comune di Vagli Sotto a pagare 6.700 € ciascuno per le spese processuali
Il movimento è stato poi accusato di creare un clima d'odio verso i cavatori e le attività estrattive e di non volere il dialogo con la parte avversa, avendo talvolta atteggiamenti aggressivi. I No Cav hanno respinto tali accuse affermando che sarebbe vero l'esatto contrario. Da segnalare a tal proposito che nel 2021 il movimento Salviamo le Apuane, ha proposto un'ipotesi di mediazione e soluzione del conflitto ambientale delle Apuane, subito raccolto dal partito Europa Verde.
Talvolta il movimento è stato anche accusato di presunti sabotaggi ed attentati ecoterroristici, insulti, minacce, violazione di proprietà e di altri reati.
Il 17 febbraio 2021 l'auto del presidente del Parco naturale regionale delle Alpi Apuane, Alberto Putamorsi, andò a fuoco nella notte. Dal momento che nel maggio del 2020 la casa del presidente fu perquisita nell'ambito di un'indagine per corruzione e appalti truccati nota giornalisticamente come "Sistema Vagli" (dal nome del paese di Vagli Sotto, al centro dell'indagine) e che aveva comportato anche il sequestro di Cava Prispoli, sospetti per l'incendio furono rivolti sia verso il mondo del marmo, sia verso gli ambientalisti.
Ad agosto 2021 avvenne un presunto attentato ai danni di una cava di Gorfigliano con alcuni mezzi meccanici dati alle fiamme nella notte; atto dal quale gli ambientalisti presero le distanze. A novembre 2022 un altro incendio doloso distrusse alcune attrezzature nella cava Castelbaito-Fratteta..
Le accuse di azioni violente o illegali sono sempre state respinte dai No Cav, che hanno invece espresso solidarietà alle vittime e hanno sottolineato come in realtà sono attivisti, speleologi ed escursionisti che frequentano le Alpi Apuane ad essere stati oggetto di azioni violente.